# Śląsk
Śląsk (śl. Ślōnsk, Ślůnsk; niem. Schlesien; dś. Schläsing; cz. Slezsko; łac. Silesia) – kraina historyczna, położona na terenie Polski, Czech i Niemiec, w dorzeczu górnej i środkowej Odry. Od XV–XVI wieku zaczęto wyróżniać podział na Dolny Śląsk i Górny Śląsk. Historyczną stolicą całego obszaru Śląska jest Wrocław.

## Toponimia
Historyczne nazwy odnoszące się do Śląska:
- I–II w. – Suevus, Guthalus; rzeka Swebów, rzeka Gotów (Odra u dawnych geografów, Gajusz Juliusz Solinus, Pliniusz Starszy, Klaudiusz Ptolemeusz Ouiádou = woda, rzeka),
- IV w. – rzeka Gotów „de internis eius partibus Alba, Guthalus, Viscla amnes latissimi praecipitant in oceanum” na zachód od Wisły; Gajusz Juliusz Solinus,
- IX w. – Sleenzane civitates XV., Geograf Bawarski, 845,
- X w. – „ab ipsa Craccoa usque ad flumen Oddere recte in locum, qui dicitur Alemure, et ab ipsa Alemura usque in terram Milze recte intra Oddere” (od tego Krakowa aż do rzeki Odry, prosto do miejsca, które nazywa się Alemure, a od tej Alemury aż do ziemi Milczan i od granicy Milczan prosto do Odry, Dagome iudex, 991),
- XI w. – Zlasane Dokument praski, 1086,
- XII w. – „ducatu Wratislauiensi”, „regione Wratislaviensi”, „provincia Wratislaviensi”, „regione Zleznensi” Gall Anonim, ok. 1114,
- połowa XII wieku Slezsko jako nazwa regionu Polski w czeskiej kronice Canonici Wissegradensis Continuatio Cosmae,
- 1163 – Silensii provincia,
- 1198 – Wroczlaviensi provincia,
- XII w. – Slesiensibus provincie,
- XII-XIII w. – dux Zlesie, 1204,
- XIII w. – dux Slesie, Zlesie, 1228, 1236, 1239, 1248,
- XIII w. – dux Silesiae w relacji z podróży Jana di Piano Carpiniego z podróży do Mongołów,
- XIV w. – Silesia.

Etymologia nazwy Śląsk (cz. Slezsko, niem. Schlesien, łac. Silesia) pozostaje dyskusyjna.
Nazwa rzeki i góry jest podawana jako jeden z wielu przedindoeuropejskich toponimów w tym rejonie Europy (zobacz staroeuropejskie hydronimy).
Pierwszym, który zauważył korelację nazwy rzeki Ślęzy ze Śląskiem, był niemiecki humanista Konrad Celtis, pisze on, że Odra (czyli starożytna Suevus) przybiera dopływ rzeki Slesus, od której pochodzi nazwa ziemi śląskiej – Hic Odera (a priscis qui nomina Suevus habebat) Nascitur et Codani praecipitatur aquis Suevus, qui Slesum socium sibi convocat amnem Aquo nunc nomen Ślesin terra gerit. Do interpretacji Celtisa nawiązał polski filolog Jerzy Samuel Bandtkie, działający we Wrocławiu na przełomie XVIII/XIX wieku. Uważał on, iż od nazwy rzeki Ślęza przyjęli swoją nazwę słowiańscy Ślężanie (Sleenzane u tzw. Geografa Bawarskiego z ok. 845 r.), ale także nazwa góry Ślęży i rozciągającej się przy niej krainy.
Według polskich slawistów, M. Rudnickiego i S. Rosponda, nazwa Ślęża lub Ślęż ma zaś ścisły związek ze słowiańskim słowem „ślęg” względnie „śląg”, oznaczającym wilgoć, mokrość. Z tych też zapewne pradawnych czasów pochodzą nazwy jezior, rzek i osad. W języku staropolskim mawiano na tę dzielnicę Szląsk. Nazwa w tej formie pozostała do dzisiaj w kaszubszczyźnie.
Śląski badacz Ignaz Imsieg (XIX w.) uważał, że nazwy góry, rzeki (i regionu) mają związek z nazwą plemienia Silingów. Stanowisko to zostało powszechnie zaakceptowane w kręgach naukowych, zarówno niemieckich, jak i słowiańskich (polskich, czeskich etc.), po czym praktycznie obowiązywało aż do czasów międzywojennych, a zyskiwało uznanie w Europie Zachodniej jeszcze w trzeciej ćwierci XX wieku.
Na przełomie XX/XXI wieku niektórzy polscy i niemieccy językoznawcy powracają do tezy o pochodzeniu nazwy Śląsk od toponimu Ślęza, który kwalifikują – albo jako prastarą nazwę indoeuropejską – albo jako staroeuropejską, gdzie rdzeń sil– pierwotnie był określeniem „morza, jeziora, spokojnej wody”, natomiast sufiks –ing w wyniku przekształceń nazw w językach wschodniej Europy dał końcówkę –ęza. Nazwa Śląsk nie ma zatem ani germańskiego, ani słowiańskiego rodowodu, ponieważ nazwa rzeki Ślęzy należy do staroeuropejskiej hydronimii. Z kolei nazwa Ślęża miała zostać przejęta do języków indoeuropejskich od wcześniejszych mieszkańców tego regionu Europy.
W XI i XII wieku ziemie obecnego Dolnego i Górnego Śląska wchodziły do prowincji stanowiącej część państwa pierwszych Piastów. Prowincja ta była wtedy nazywana: provincia Wratislawiensi, regio Wratislawiensi, a także ducatus Wratislawiensi. Od początku XIII wieku książęta tych ziem tytułowali się dux Slesie, np. Bolezlaus dux Zle, pieczęć Henryka I Brodatego, Henrici Ducis Zlesi (1217–1238).

## Granice

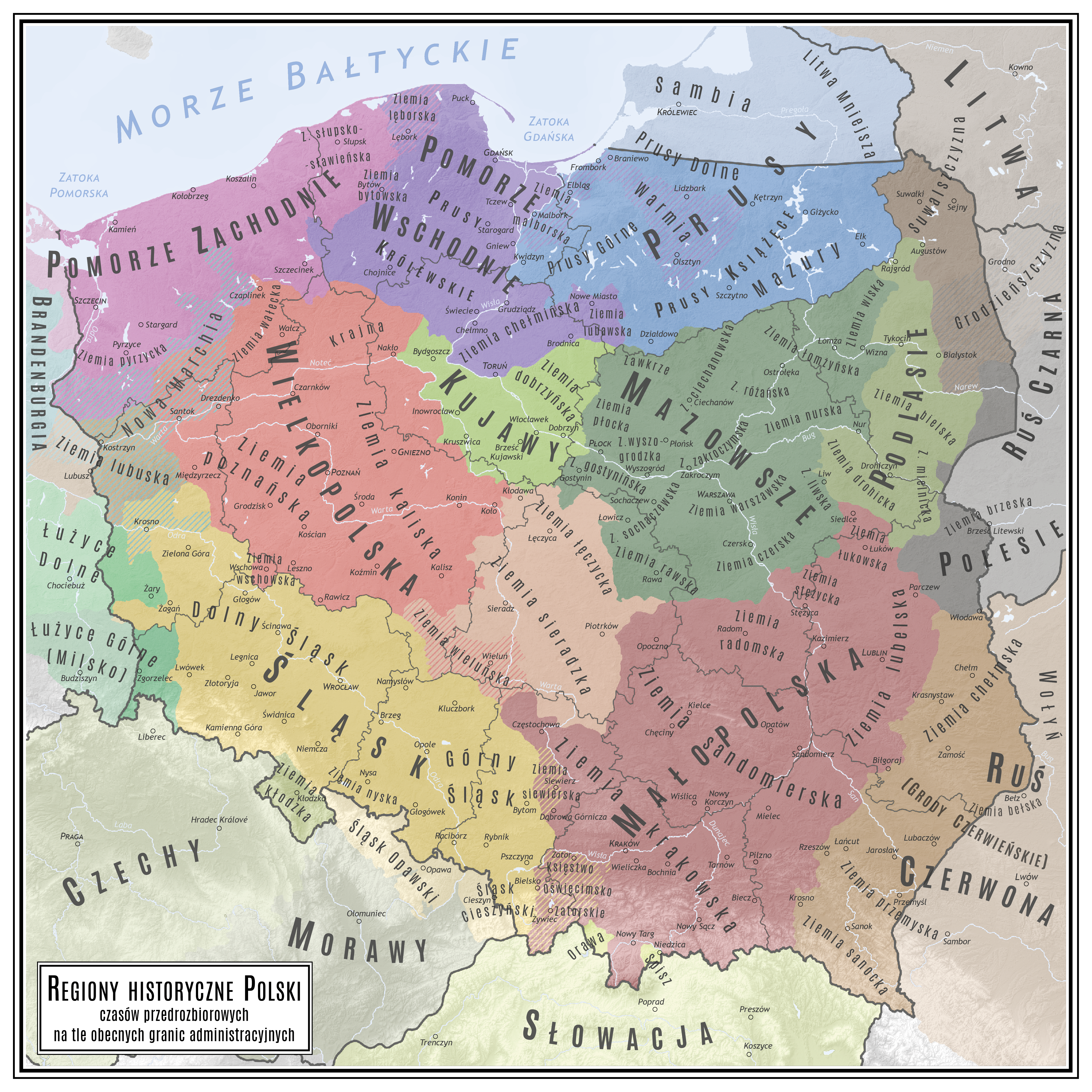
Śląsk i inne krainy historyczne Polski na tle współczesnych granic administracyjnych.

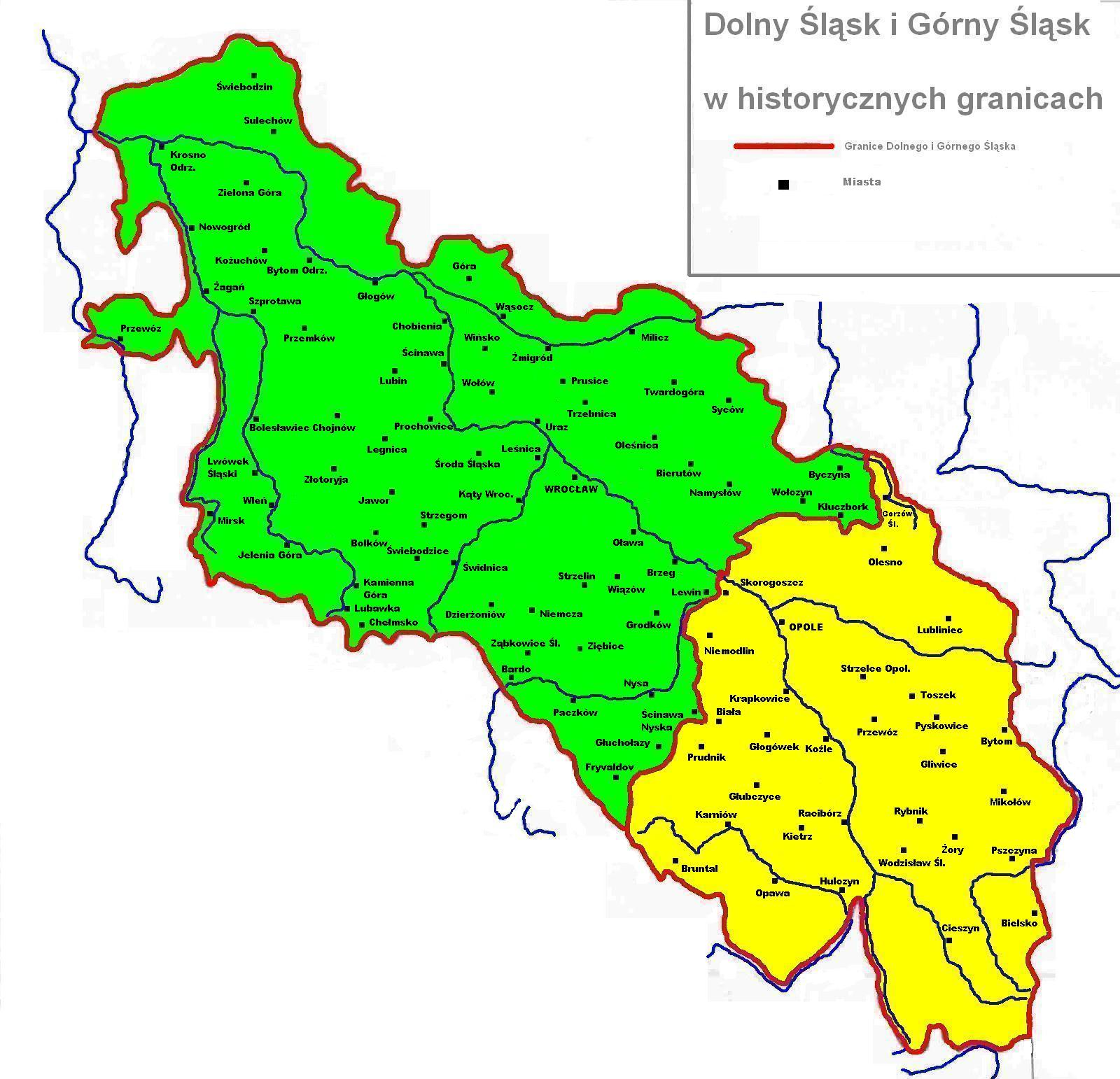
Historyczne granice Śląska z podziałem na Dolny Śląsk (kolor zielony) i Górny Śląsk (kolor żółty).

Pierwotnie granicą regionu był dział wodny Górnej Odry. Poza Śląskiem znajdowała się kasztelania oświęcimska i kasztelania bytomska, leżące w dorzeczu Wisły (grody Małopolski). Granicę śląsko-wielkopolską wyznaczał wododział Odry i Warty, a granicę południową pasma górskie.
Na południowym wschodzie tradycyjną granicą jest rzeka Biała (granica między dawnymi diecezjami wrocławską i krakowską, choć od 1179 roku do XV wieku ziemie księstwa oświęcimskiego, księstwa zatorskiego i księstwa siewierskiego należały do Piastów śląskich). Na południowym wschodzie granica biegnie szczytami Beskidu Śląskiego jak: Klimczok, Kotarz, Malinowska Skała, Barania Góra i Ochodzita. Na wysokości miast Czechowice-Dziedzice, Pszczyna i Bieruń rzeką graniczną jest Wisła (do ujścia Przemszy), następnie Przemsza. W Górnośląskim Okręgu Przemysłowym granicą jest Brynica.
W niemieckiej tradycji granice prowincji Śląsk utrwaliły się jako tradycyjne granice Śląska, zaliczając do Śląska m.in. tereny położone na zachód od Kwisy, natomiast w polskiej tradycji na zachodzie granicą Śląska jest właśnie rzeka Kwisa. Różnice te przyczyniają się do sporów co do północno-zachodniej granicy Śląska. Problematyczna jest również południowa granica Dolnego Śląska, biegnąca w dużej mierze szczytami Sudetów – według niektórych opinii ziemia kłodzka nie jest częścią Śląska, lecz osobną krainą historyczną.
Historycznie utrwalił się podział Śląska na: 
- Dolny Śląsk (łac. Silesia Inferior, niem. Niederschlesien – dawny Śląsk)
- Górny Śląsk (łac. Silesia Superior, niem. Oberschlesien). Większa część Śląska znajdująca się w Polsce leży w obrębie województw: śląskiego, opolskiego, dolnośląskiego i lubuskiego, a niewielkie skrawki na terenie wielkopolskiego.

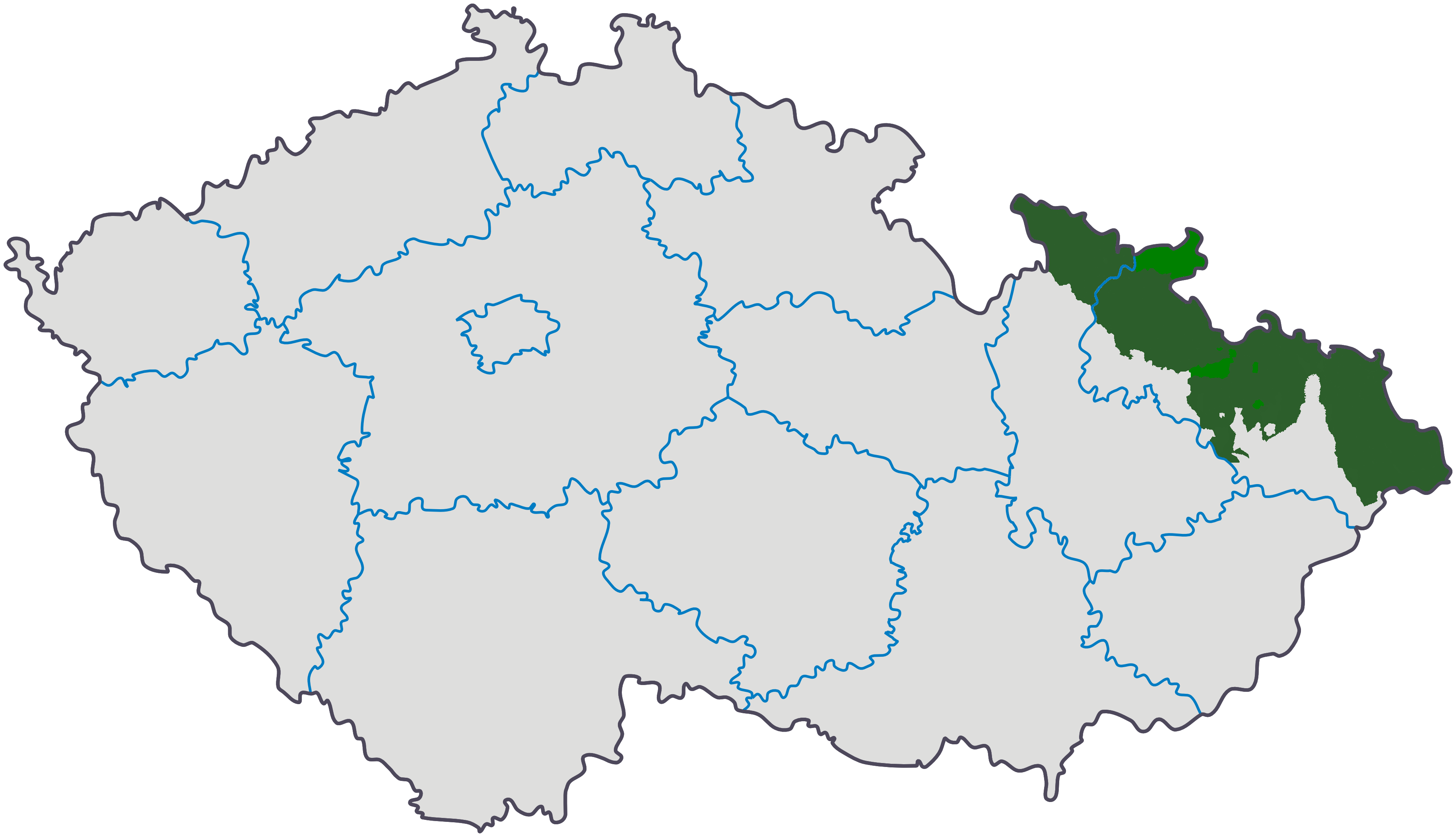
Śląsk Czeski na mapie administracyjnej Czech.

Termin Górny Śląsk pojawił się w historii dopiero w XV w. podobnie jak rozróżnienie na Opolszczyznę (nazwa „Opolszczyzna” pojawiła się dopiero w XX wieku, wcześniej było to księstwo opolsko-raciborskie) i Śląsk, które znikło w połowie XV w., kiedy tą drugą nazwą określano już cały obszar historycznego Śląska. Nazwa „Śląsk Opolski” pojawiła się w latach międzywojennych na oznaczenie etnicznie polskiego regionu kulturowego i językowego, leżącego w granicach rejencji opolskiej (Regierung Oppeln).

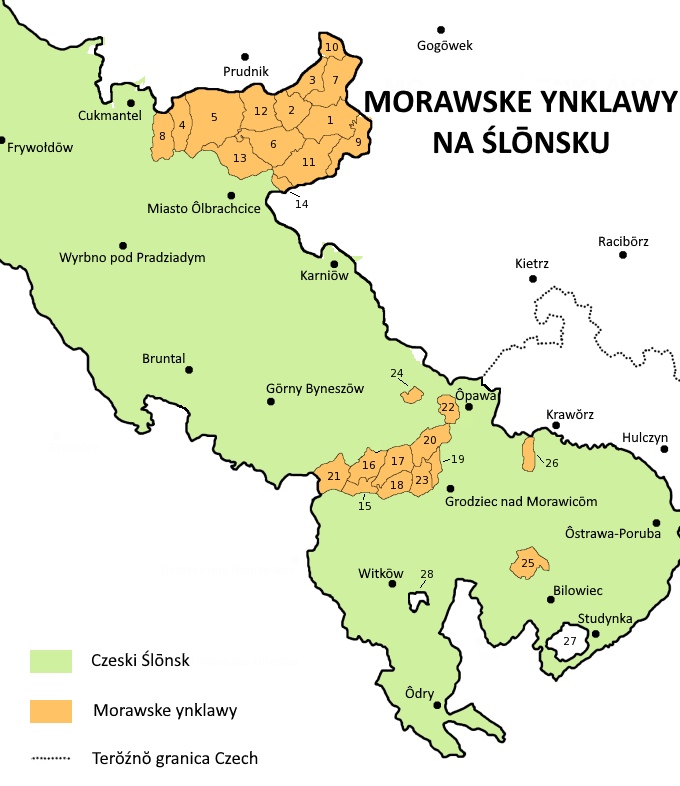
Morawskie enklawy na terenie czeskiego Śląska.

W granicach Czech znajduje się tzw. Śląsk Czeski, na który składa się Śląsk Opawski oraz Zaolzie. Śląsk Czeski znajduje się w obrębie kraju morawsko-śląskiego i kraju ołomunieckiego (powiat Jeseník). Jednocześnie na Śląsku czeskim znajdowało się 26 enklaw morawskich, głównie w okolicach Opawy oraz w rejonie wsi Osobłoga (tzw. ziemia osobłoska, czes. Osoblažsko). Podczas korekty granicy polsko-czechosłowackiej w 1958 niewielkie, niezamieszkane skrawki tych enklaw przyłączono do Polski. Dawną morawską enklawą jest również miasto Kietrz, przyłączone do Śląska po wojnach śląskich.

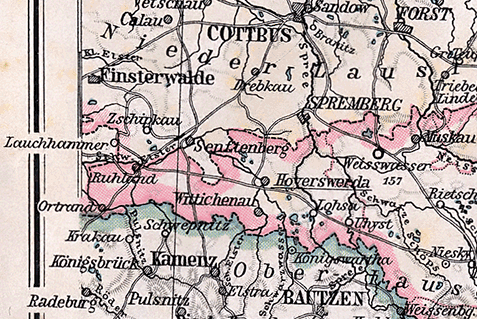
Zachodnia granica pruskiej prowincji Śląsk (obecnie w Niemczech).

W granicach Niemiec znajduje się tzw. Śląskie Łużyce Górne (niem. Schlesische Oberlausitz), obecnie część landu Saksonii. Historycznie są to obszary Łużyc, od pruskiej reformy administracyjnej z 1815 roku należące do prowincji śląskiej. Obecnie w Niemczech wciąż utożsamiane są ze Śląskiem, o czym świadczą między innymi istniejące na tych terenach nazwy jednostek administracyjnych np. Niederschlesischer Oberlausitzkreis (zlikwidowany w 2008), obiekty i imprezy kulturalne np. Muzeum Śląskie, Schlesischer Tippelmarkt, Schlesisches Musikfest (Śląski festyn muzyczny); śląskie media np. Niederschlesischer Kurier (Kurier Dolnośląski), istnienie wspólnej Berlińsko-Brandenbursko-Śląsko-Górnołużyckiej metropolii kościelnej (po niemiecku: Evangelische Kirche Berlin-Brandenburg-schlesische Oberlausitz), a także Vereinigung katholischer Edelleute Schlesiens, jak również istniejące tu śląskie organizacje np. Młodzież Śląska. Ponadto w konstytucji Saksonii znajduje się zapis dotyczący dolnośląskiej flagi i herbu. Görlitz jest uznawane za największe śląskie miasto w obecnych Niemczech.
Obecny podział Śląska ukształtował się w wyniku trzech habsbursko-pruskich wojen śląskich w XVIII wieku (granica południowa) oraz wojen dwudziestowiecznych: II wojny światowej i polsko-czeskiego konfliktu o Śląsk Cieszyński (granica południowo-wschodnia).

## Historia

### Epoka lodowa
W późnej epoce lodowej na terenie Śląska zamieszkiwał neandertalczyk.

### Starożytność
Pierwszym znanym z imienia ludem zamieszkującym Śląsk byli Celtowie, którzy na początku IV wieku p.n.e. przybyli z obszaru Bohemii (Boiohaemum) przez Kotlinę Kłodzką i Przełęcz Kłodzką, a w 2. połowie IV wieku p.n.e., przedostawszy się przez Bramę Morawską, zasiedlili Płaskowyż Głubczycki. Zdaniem Janiny Rosen-Przeworskiej, podobieństwo do znalezisk z obszaru Czech pozwala przypuszczać, że ziemie śląskie zasiedlili Celtowie z plemienia Bojów.
Szereg autorów starożytnych (Strabon, Pliniusz, Tacyt, Ptolemeusz, Kasjusz Dion) wspomina lud Lugiów, umieszczając go w I–II w. n.e. na obszarze dzisiejszej Polski środkowej i południowej. Według Henryka Łowmiańskiego spośród plemion lugijskich wymienionych przez Tacyta, Helizjowie (Helisii) mieli zamieszkiwać na północ od środkowej Odry, koło Kalisza, zaś Manimowie (Manimi) na Opolszczyźnie, a Naharwalowie (Naharvali) wokół góry Ślęży.
Strabon wymienia (Geographica hypomnemata, ok. 21 n.e.) państwo króla Marboda (zlatynizowany celtycki Maroboduus – „Wielki Kruk”, ok. 30 p.n.e. – 37 n.e.), władcy germańskich Markomanów, którego centrum po usunięciu celtyckich Bojów znajdowało się w Kotlinie Czeskiej (stołeczne oppidum w Marobudum, prawdopodobnie Hradiště u Stradonic), zaś granice sięgały od Dunaju po górną i środkową Odrę (Śląsk) oraz dolną Łabę. Maroboduus–Wielki Kruk, wykształcony w Rzymie i możliwe, że posiadający rzymskie obywatelstwo, jest pierwszym znanym z imienia władcą Śląska.
Ostatecznie ludy związku lugijskiego, o zróżnicowanym składzie etnicznym (celtycko-wenetyjsko-iliryjsko-germańskim), weszły w skład grupy wandalsko-lugijskiej, a następnie – związku wandalskiego. Naciskani przez Gotów z północy, Wandalowie kontynuowali wędrówkę z regionu Pomorza w kierunku południowym i południowo-zachodnim. W I – IV w. zajmowali tereny nad górną Odrą i Dunajem.
Na południu Śląska, na terenie dzisiejszego Prudnika, ludność prasłowiańska utrzymywała kontakty handlowe z Rzymem, co dokumentują znalezione w Prudniku rzymskie monety datowane na lata 700 p.n.e. – 1250 n.e.
Zdaniem części historyków i archeologów plemiona Wandalów–Silingów (Vandali cognomine Silingi) zajęły tereny Śląska. Kasjusz Dion nazwał Sudety „Górami Wandalskimi”.

### Średniowiecze
W IV wieku rozpoczęła się wielka wędrówka ludów. Od pierwszej połowy VII w. obszar Śląska znalazł się w zasięgu ekspansji słowiańskiej. Późniejsze źródła historyczne (m.in. Geograf Bawarski, Dokument praski) wymieniają z nazwy następujące plemiona: na zachodzie Dziadoszanie wraz z Bobrzanami nad rzeką Bóbr, dalej Ślężanie wokół Ślęży, Trzebowianie na północ od nich, Opolanie na wschód, Golęszyce w dorzeczu górnej Odry oraz Głubczycy / Lupiglaa na południowym wschodzie.
Według zwolenników hipotezy o podporządkowaniu Śląska państwu wielkomorawskiemu ekspansja morawska odbyła się najprawdopodobniej w dwóch etapach. W pierwszym, rozpoczętym po 875 roku, oddziały księcia morawskiego Świętopełka I przez Bramę Morawską wtargnęły do Małopolski i na Górny Śląsk, zajmując tereny aż do Przesieki Śląskiej. Ich obecność mają potwierdzać znaleziska na obszarach plemiennych Gołężyców i Głupich Głów (Głubczyców), a wśród źródeł pisanych pośrednio Żywot św. Metodego. Według tej hipotezy w drugim etapie, po 885 roku, poprzez Kotlinę Kłodzką zajęto Dolny Śląsk, południową Wielkopolskę oraz ziemie Serbów łużyckich. Mają to potwierdzać wielkomorawskie zabytki archeologiczne odnalezione na terenach Ślężan (m.in. krzyżyk morawski na Ostrowie Tumskim we Wrocławiu) i Dziadoszan oraz bezimiennego plemienia nad Obrą na pograniczu śląsko-wielkopolskim.
Natomiast część historyków uważa, że podporządkowanie Śląska państwu wielkomorawskiemu jest niepotwierdzone. Twierdzą oni, że te przesłanki są zbyt słabe i uważają, że państwo wielkomorawskie nie sprawowało kontroli politycznej nad Śląskiem i miało jedynie na niego wpływ kulturowy Obecna wiedza archeologiczna pozwala jedynie stwierdzić, że Śląsk niewątpliwie znajdował się w strefie oddziaływania kręgu kultury wielkomorawskiej, czego nie można jednak utożsamiać z zasięgiem trwałej kontroli politycznej. Ani bowiem rozprzestrzenianie się charakterystycznych wyrobów, ani rozprzestrzenienie się koncepcji fortyfikacyjnych w żadnym stopniu nie dowodzą pojawienia się w sudeckiej części Śląska drużyny wielkomorawskiej. Podobnie na terenach górnośląskich (…) nie dostrzega się znaczących elementów, jednoznacznie wskazujących na jakikolwiek stopień zależności od państwa wielkomorawskiego. Być może w latach 80. IX w. z Wielkich Moraw niejaki Oslaw został posłany przez abp Metodego z misją chrześcijańską w obrządku słowiańskim na Śląsk.
Spory budzi także to czy Śląsk znajdował się w X w. pod zwierzchnictwem czeskim, choć większość historyków, m.in. prof. Norman Davies, prof. Gerard Labuda, prof. Arno Herzig, prof. Rościsław Żerelik, prof. Rudolf Žáček, uważa, że Śląsk podlegał Czechom co najmniej od lat 40. do 90. X wieku. Zwracają oni uwagę, że po rozpadzie Państwa wielkomorawskiego w 907 roku, nastąpiło zajęcie Dolnego Śląska i założenie Wrocławia (Vratislavia) przez czeskiego księcia Wratysława I (915–921) z dynastii Przemyślidów. Najstarsze znalezisko pochodzenia czeskiego we Wrocławiu – monety z napisem Vratsao, datowane są na okres panowania księcia Bolesława I Okrutnego (929–972). Istnieją także opinie historyków takich jak prof. Przemysław Urbańczyk, że Śląsk nie znajdował się pod zwierzchnictwem czeskim, ponieważ jedynym tego potwierdzeniem jest wzmianka czeskiego kronikarza Kosmasa żyjącego 100 lat po tym fakcie, a i inne źródła pisane nie wskazują jednoznacznie aby taka podległość istniała. Sławomir Moździoch twierdzi, że czeskie wpływy na Śląsku w świetle wymowy wszystkich źródeł archeologicznych należy uznać za co najmniej wątpliwe.

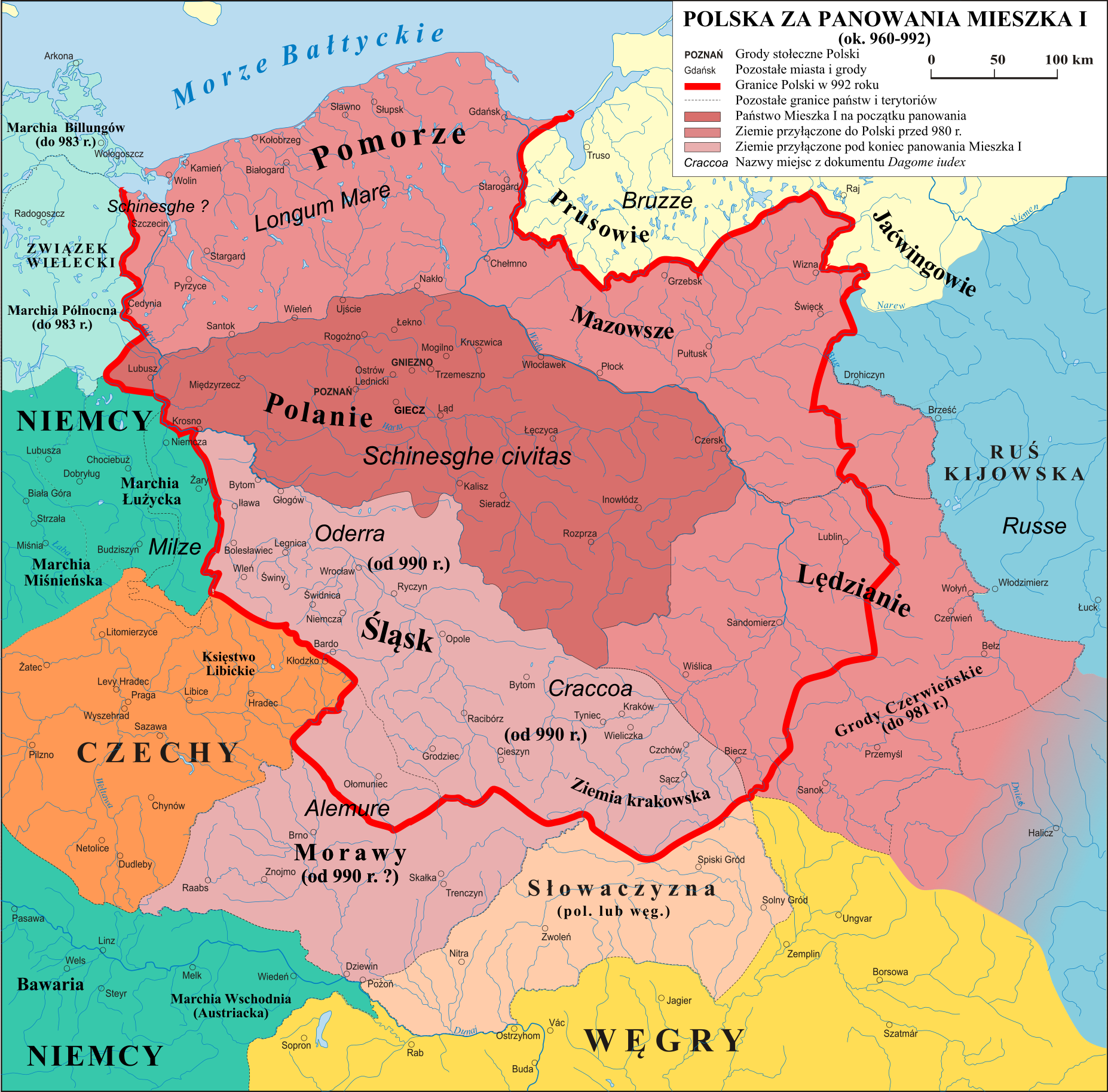
Śląsk na mapie Polski z lat 960–992.

Badania dendrochronologiczne dowodzą, że jednocześnie w krótkim czasie ok. 983 roku powstały grody we Wrocławiu, Głogowie i Opolu, w formie tzw. grodów piastowskich. W źródłach pisanych Śląsk dopiero w 990 r. został wzmiankowany jako wchodzący w skład państwa Mieszka I. Wejście Śląska w skład państwa Polan potwierdza także dokument Dagome iudex z ok. 991 r. Utworzone w czasie zjazdu gnieźnieńskiego w 1000 roku, podporządkowane metropolii w Gnieźnie, biskupstwo wrocławskie objęło swym zasięgiem cały obszar Śląska. Pierwszym rzymskokatolickim biskupem wrocławskim został bp Jan (Johannes Wrotizlaensis episcopus). Kasztelanię bytomską (z Siewierzem) i oświęcimską pierwotnie należącą do Małopolski, przyłączono do Śląska w XII w., ale w granicach diecezji krakowskiej pozostawiono do końca XVIII w.
W 1010 r. niemiecki król Henryk II Święty spustoszył terytorium śląskich Dziadoszan, a w 1010 i 1017 roku ponownie najechał Śląsk. W latach 1034–1038 miała miejsce na Śląsku reakcja pogańska. Inne źródło podaje, że reakcja pogańska na Śląsku miała miejsce w latach 1031–1032, kiedy zburzona została katedra wrocławska i budowano świątynię pogańską na zburzonym wale grodu Mieszkowego. W 1038 albo 1039 r. czeski książę Brzetysław I spustoszył Śląsk, przyłączając do Czech ziemie po lewej stronie Odry. Opawa, Karniów i Głubczyce przeszły z diecezji wrocławskiej do diecezji ołomunieckiej.
Książę Kazimierz I Odnowiciel w 1046 r. reaktywował biskupstwo wrocławskie, a w 1050 r. zajął zbrojnie Śląsk. W wyniku zjazdu w Kwedlinburgu w 1054 r., książę Kazimierz Odnowiciel uzyskał uznanie swojej władzy na Śląsku (poza Opawszczyzną), w zamian za cenę rocznego trybutu 500 grzywien srebra i 30 grzywien złota na rzecz Czech. W 1069 r. król Bolesław II Szczodry zaprzestał płacenia trybutu, próbując też jednocześnie odzyskać Opawszczyznę. Od roku 1080 ziemia kłodzka jako posag Judyty, żony Władysława I Hermana przechodzi pod jego rządy. Walki o władzę w Czechach, Herman przestaje płacić trybut ze Śląska. W roku 1093 miał miejsce odwetowy najazd czeskiego księcia Brzetysława II na lewobrzeżny Śląsk, w wyniku którego został spustoszony teren od Ryczyny po Głogów. Po najeździe, Władysław Herman ponownie zaczął płacić trybut ze Śląska na rzecz Czech, Śląsk zostaje wydzielony z państwa polskiego jako dzielnica najstarszego syna Hermana, Zbigniewa. Ziemia kłodzka wraca pod zwierzchnictwo czeskie jako lenno rządzone przez młodszego syna Hermana, późniejszego Bolesława Krzywoustego. W 1096 r. Brzetysław II najeżdża Śląsk, wspomagając Hermana w walce przeciw zbuntowanemu Zbigniewowi, dochodzi do zniszczenia Barda. Bolesław obejmuje cały Śląsk.
Od 1100 r. pełną kontrolę nad Śląskiem przejmuje książę Bolesław Krzywousty. W latach 1103 i 1106 miały miejsce czeskie najazdy na Górny Śląsk. W roku 1109, miał miejsce najazd cesarza niemieckiego Henryka V na Polskę i Bitwa o Głogów oraz Bitwa na Psim Polu. Konflikt zakończył w 1115 r. układ pokojowy nad Nysą pomiędzy księciem Bolesławem Krzywoustym i księciem czeskim Władysławem I. Okres pokoju został przerwany w latach 1132–1134, gdy miały miejsce trzy czeskie najazdy na Śląsk. W 1137 pokój kłodzki między Krzywoustym i czeskim księciem Sobiesławem I zostawiał przy Polsce cały Śląsk, z wyjątkiem ziemi opawskiej i karniowskiej oraz kłodzkiej, co zwiastowało utrwalony w przyszłych wiekach podział polityczny.

### Rozbicie dzielnicowe

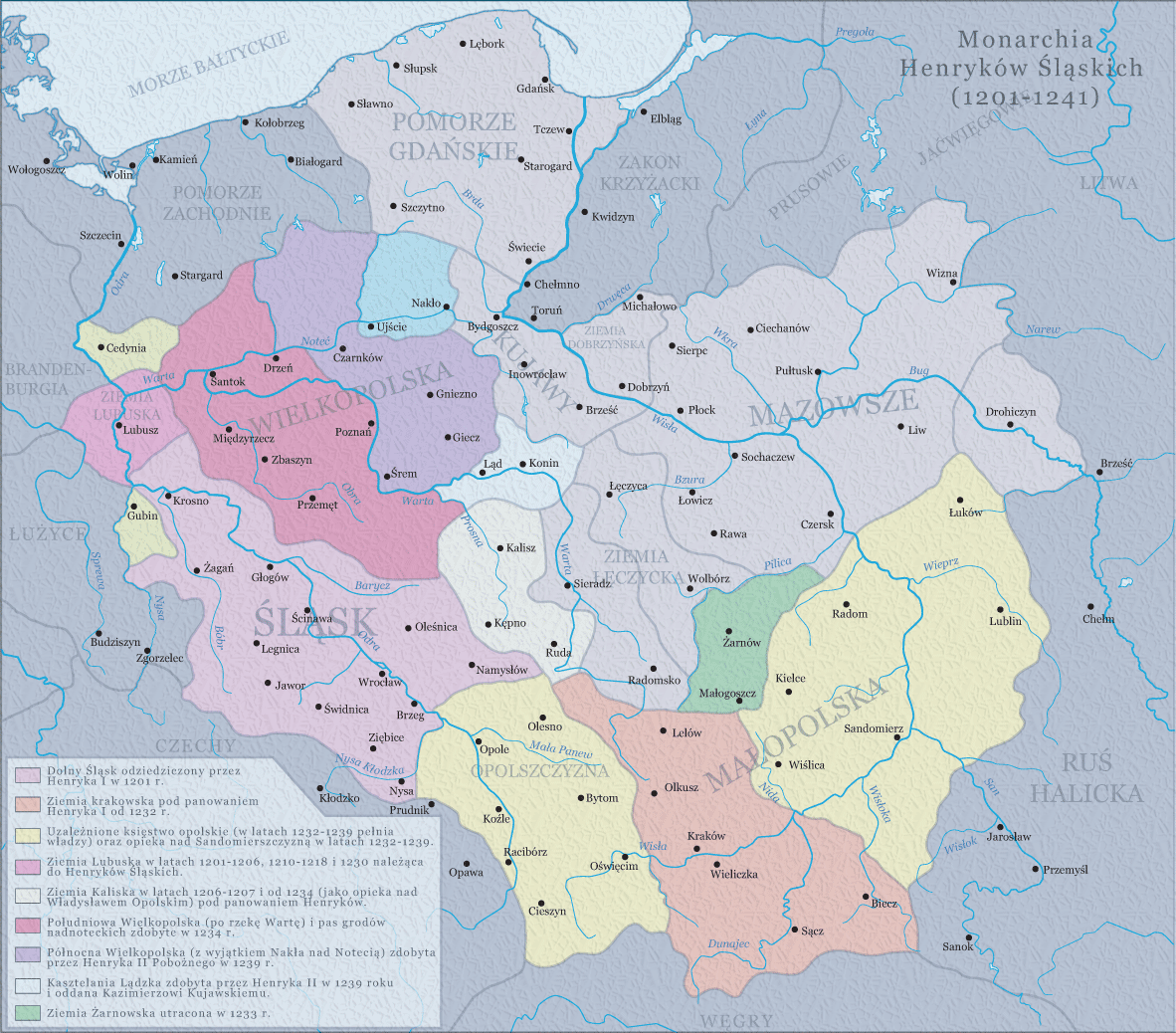
Monarchia Henryków śląskich (1201–1241)

W 1138 roku na mocy testamentu Bolesława Krzywoustego, który dał początek rozbiciu dzielnicowemu Polski, Śląsk przypadł najstarszemu synowi Krzywoustego, księciu Władysławowi II Wygnańcowi (Księstwo śląskie).
Jego rządy zakończyła w 1146 roku ucieczka po przegranych walkach z młodszymi braćmi do Świętego Cesarstwa Rzymskiego, gdzie prosił swojego szwagra Konrada III o pomoc w odzyskaniu władzy. Tymczasem zwycięscy juniorzy podzieli kraj na nowo, Śląsk zajął Bolesław IV Kędzierzawy. Po zbrojnych interwencjach Konrada w 1146 i jego następcy, cesarza Fryderyka I Barbarossy w 1157, Kędzierzawy obiecał wprawdzie zwrot Śląska, zwlekał z tym jednak do 1163 roku, dopiero wtedy powrócili spadkobiercy wygnańca, Bolesław, Mieszko i Konrad. Władzę nad Śląskiem przejął najstarszy z nich Bolesław I Wysoki, Kędzierzawy zachował jednak swe wpływy w głównych miastach. W 1172 r. juniorzy (Mieszko i Konrad) i syn Wysokiego, Jarosław upomnieli się o swoją część dziedzictwa, wywołując wojnę domową, w wyniku której Mieszko otrzymał wschodni kraniec (z Raciborzem i Cieszynem), a Jarosław część środkową (z Opolem). Zapewne w 1178 Konrad Laskonogi z dynastii Piastów otrzymał od Kazimierza Sprawiedliwego marchię głogowską. Było to księstwo niesamodzielne. Po śmierci Konrada Laskonogiego rządzone przez niego tereny wróciły pod władzę Bolesława Wysokiego.
W 1178 książę krakowski Kazimierz II Sprawiedliwy przekazał księciu opolskiemu Mieszkowi terytoria małopolskie: kasztelanię bytomską, siewierską i Chrzanów oraz kasztelanię oświęcimską. Pierwotna granica śląsko-małopolska leżąca na dziale wodnym Odry i Wisły została przesunięta na wschód i od tego czasu datuje się przynależność Bytomia do Śląska, choć przez dłuższy czas ziemie te pozostały w kościelnej administracji podległej biskupstwu krakowskiemu.

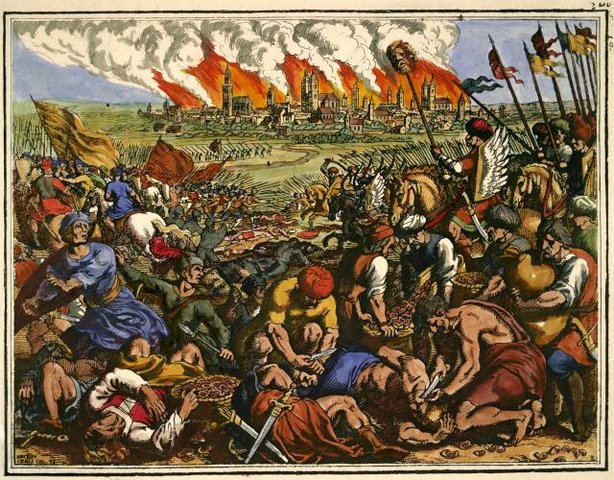
Bitwa pod Legnicą, miedzioryt Meriana Starszego

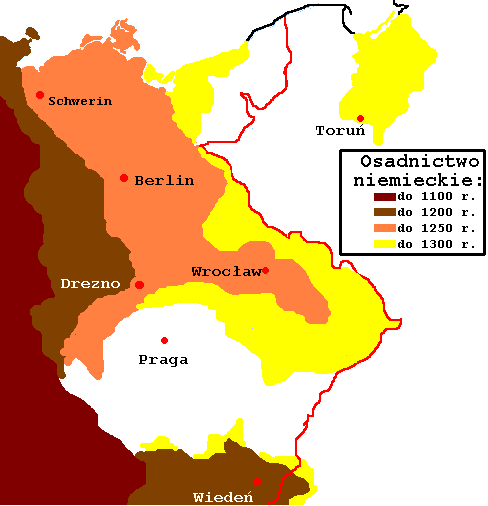
Niemieckie osadnictwo na wschodzie, w tym na Śląsku

W 1201 roku zmarli Jarosław, którego dziedzinę przejął zbrojnie Mieszko dając początek księstwu opolskiemu, i Bolesław I Wysoki, po którym władzę w księstwie śląskim przejął Henryk I Brodaty. Rządy Henryków, to na Śląsku okres wzmożonego osadnictwa niemieckiego i związanego z nim gwałtownego wzrostu liczby ludności, powstawania miast i wiosek na prawie niemieckim (najczęściej magdeburskim), i wzrostu gospodarczego. Kres planom Henryków położył najazd mongołów, związane z nim wyludnienie znacznych części Śląska, jak również śmierć Henryka II w bitwie pod Legnicą. Ostatnim Piastem śląskim, który zjednoczył ziemie śląskie był Henryk IV Probus.

### Rywalizacja polsko-czeska
Od 1249 r. księstwo śląskie uległo silnemu rozdrobnieniu, a od 1281/1282 ten sam los spotkał księstwo opolskie. W szczytowym okresie istniało na ziemi śląskiej kilkanaście rywalizujących księstw piastowskich (dokł. Piastów Śląskich). Od końca XIII wieku stały się one przedmiotem sporów między królem Czech Janem Luksemburskim i Władysławem I Łokietkiem. W trakcie wojny Łokietka z Brandenburgią, Jan Luksemburski po uchwaleniu podatków na wojnę przez szlachtę czeską wyruszył ze swoją armią w kierunku Polski. Jeszcze przed przekroczeniem Bramy Morawskiej do Opawy zjechali śląscy książęta: Bolesław niemodliński, Leszek raciborski, Kazimierz cieszyński, Władysław kozielsko-bytomski i złożyli hołd Janowi Luksemburskiemu. Następnie w Bytomiu hołd złożył mu Jan oświęcimski, a we Wrocławiu Bolesław opolski i Henryk VI wrocławski. W 1329 roku hołd złożyli mu Jan ścinawski, Bolesław brzesko-legnicki, Konrad oleśnicki i Henryk żagański. W latach 1327–1336 większość księstw śląskich złożyło hołd Janowi Luksemburskiemu. Hołdy przekształciły większość księstw dzielnicowych w księstwa lenne. W niedalekiej przyszłości powstały także księstwa dziedziczne, czyli takie którymi bezpośrednio władał król czeski. Pierwszymi księstwami dziedzicznymi były głogowskie od 1331, wrocławskie od 1335 oraz świdnicko-jaworskie od 1368. W 1337 r. Jan Luksemburski odkupił ziemię prudnicką od Albrechta z Fulštejnu i przekazał ją wraz z Prudnikiem księciu niemodlińskiemu Bolesławowi Pierworodnemu. 9 lutego 1339 roku w tzw. akcie krakowskim król Kazimierz Wielki zrzekł się na rzecz Luksemburgów swoich praw i roszczeń do śląskich księstw lennych Królestwa Czeskiego wymienionych w preliminariach z Trenczyna. Jedynie kilka księstw śląskich: (księstwo jaworskie, księstwo świdnickie oraz księstwo ziębickie) pozostało po 1339 r. w rękach niezależnych Piastów śląskich, których władcy wspierali politykę króla Polski.

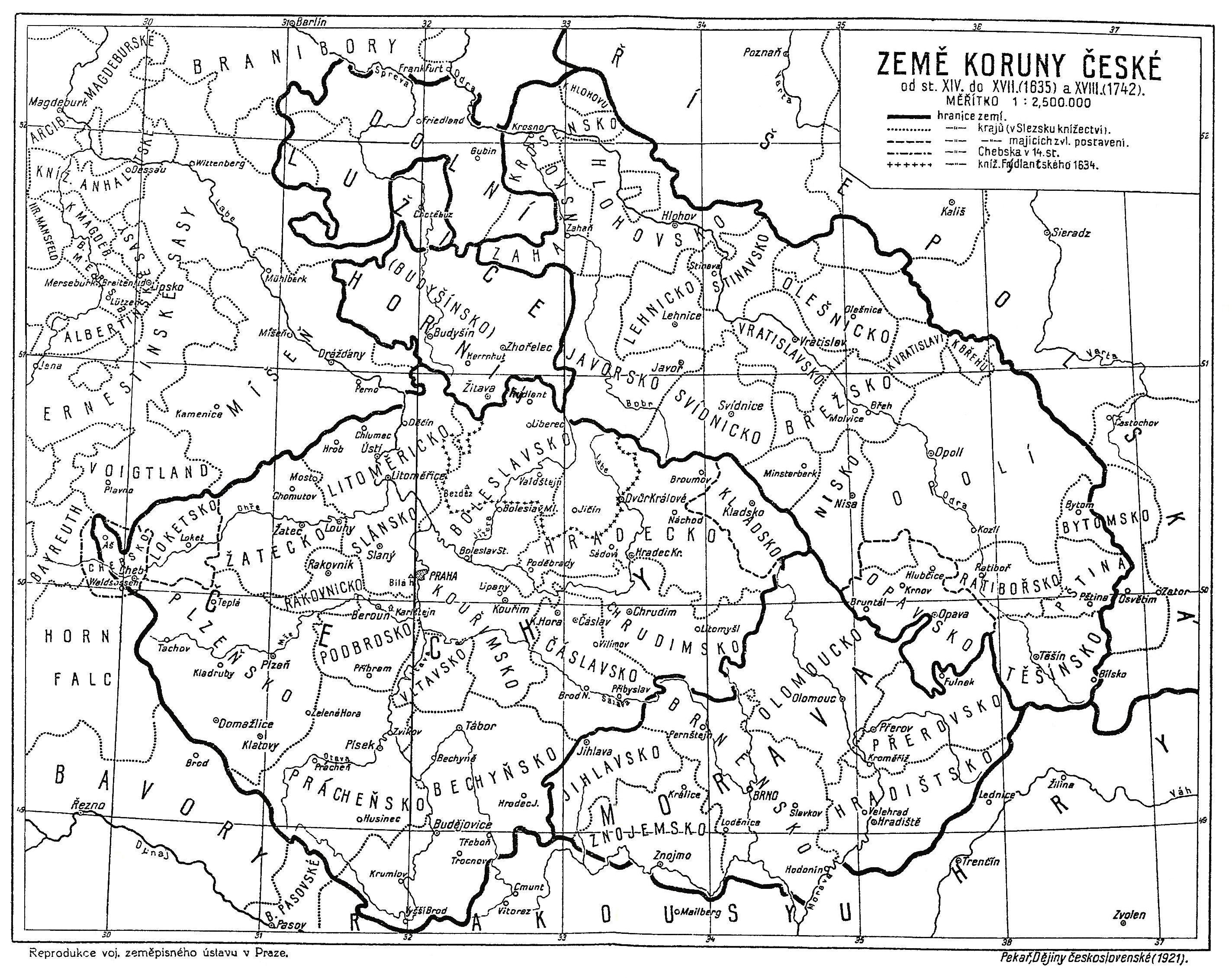
Ziemie Korony Czeskiej od XIV wieku, z zaznaczonymi księstwami śląskimi

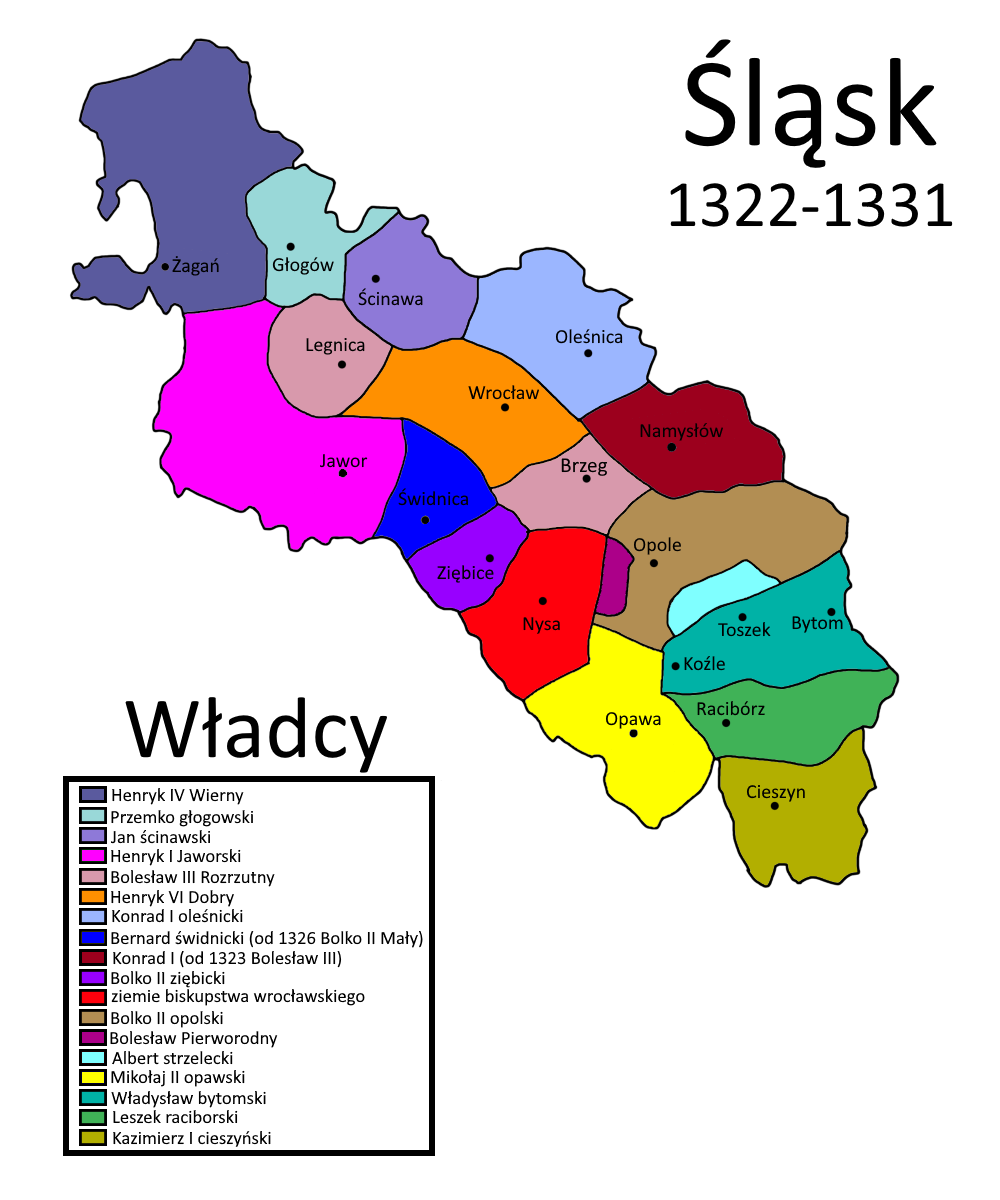
Księstwa śląskie w latach 1322–1331

W 1344 roku rozpoczęła się wojna pomiędzy księciem Bolkiem świdnickim i królem Czech Janem Luksemburczykiem, w trakcie której Czesi zajęli na krótko Kamienną Górę. Wkrótce doszło również do wojny polsko-czeskiej o Śląsk. Działania wojenne toczyły się na Górnym Śląsku i w Małopolsce. W czerwcu 1345 roku, wspierany posiłkami węgierskimi i litewskimi, Kazimierz III Wielki spustoszył w odwecie księstwo opawskie (w jego skład wchodziło dawne księstwo raciborskie) i bezskutecznie oblegał Żory. 29 czerwca 1345 król czeski Jan Luksemburski, zebrawszy dużą i dobrze uzbrojoną armię, przybył z odsieczą i stanął obozem „pod Wodzisławiem”. Jednak Kazimierz bitwy nie przyjął i zaczął się wycofywać w kierunku Krakowa.
7 kwietnia 1348 roku Karol IV Luksemburski dokonał formalnej inkorporacji Śląska do Świętego Cesarstwa Rzymskiego, pomimo faktycznej jeszcze wtedy niezależności księstwa świdnicko-jaworskiego. Monarcha proklamował również wówczas Koronę Królestwa Czech (Coronae Regni Bohemiae). W odpowiedzi na akt inkorporacji król Polski ponownie wkroczył do księstwa wrocławskiego. Konflikt zażegnano w Pokoju w Namysłowie. W 1360 Karol IV przyrzekł Kazimierzowi Wielkiemu nie podejmowanie starań o zmianę przynależności metropolitalnej biskupstwa wrocławskiego (Śląsk pozostał w kościelnym związku z Polską i metropolią gnieźnieńską do 1821 roku). Król Polski Ludwik Węgierski na zjeździe we Wrocławiu w marcu 1372 zrzekł się praw do Śląska, co było związane z podpisaniem pokoju z Czechami. Od tej pory znika formalna zależność ziem śląskich od Rzeczypospolitej.

### Królestwo Czech i Monarchia Habsburgów
W 1392 roku wraz ze śmiercią Agnieszki, wdowy po Bolku II, księciu świdnicko-jaworskim, ostatnie niezależne księstwo śląskie stało się księstwem dziedzicznym czeskich Luksemburgów. W roku 1404 Wacław IV Luksemburski obiecał zwrócić Śląsk Władysławowi Jagielle w zamian za pomoc wojskową przeciw Zygmuntowi Luksemburskiemu, ten jednak propozycji nie przyjął z powodu sprzeciwu panów polskich.
Mimo politycznej przynależności do Korony Czeskiej zachowała się tradycja przynależności Śląska do Regnum Poloniae, czego wyrazicielem stał się w sto lat później Jan Długosz w znanym zdaniu: „Spośród narodów graniczących z Królestwem Polskim nie ma bardziej zawistnego i wrogiego Polakom, niż Ślązacy, którzy boleją, iż Królestwo Polskie cieszy się powodzeniem i jak odszczepieńcy i gorzej niż obcy patrzą niechętnie na pomyślny rozwój własnego narodu i języka”.

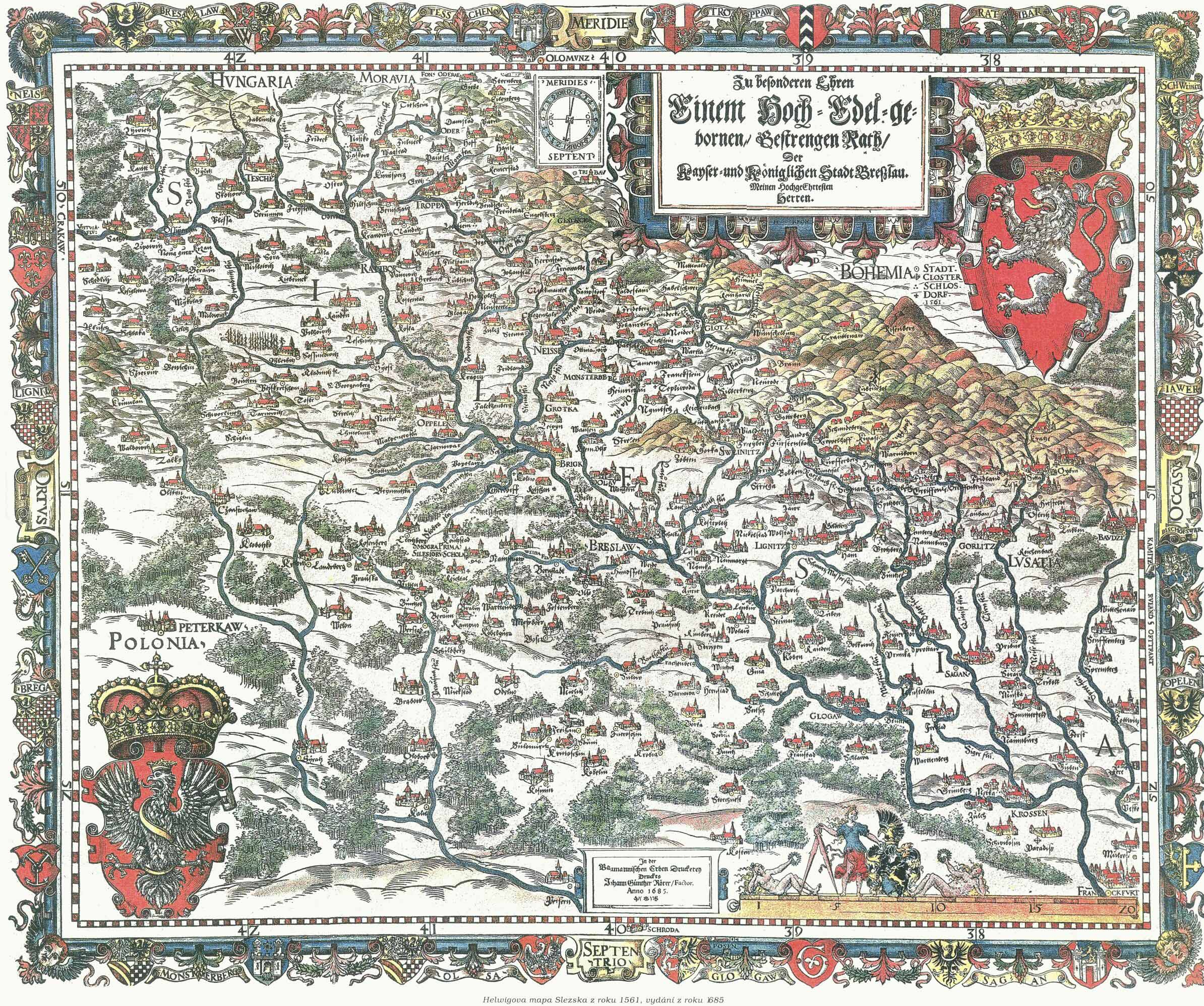
Pierwsza mapa Śląska, Martina Helwiga z 1561 r. (orientacja południowa)

W XV wieku, w wyniku wykupu i inkorporacji, kilka małych księstw na granicy z Małopolską zostało odłączonych od Śląska i z czasem włączonych do Królestwa Polskiego (oświęcimskie (1457) i zatorskie (1494)), siewierskie zaś w 1443 stało się udzielnym księstwem, którego władcami byli biskupi krakowscy. Z dawnych kasztelanii małopolskich przy Śląsku pozostało księstwo bytomskie. Granica śląsko-małopolska z 1494 roku utrzymała się do rozbiorów Polski, a później była granicą Prus/Niemiec i Rosji do 1914 roku.
W XV w. dzielnica mocno ucierpiała w wyniku najazdów husytów, którzy zdobyli większość zamków i miast. Śląsk, podobnie jak Łużyce i część Moraw, popierał katolickiego władcę Czech – Zygmunta Luksemburskiego (jako król czeski 1420–1437), późniejszego cesarza, potem jego następców, królów Albrechta i Władysława Pogrobowca, obu z dynastii habsburskiej.
W 1469 roku Śląsk opanował wybrany królem Czech przez część katolickiej szlachty Maciej Korwin, król Węgier. Na mocy pokoju ołomunieckiego z 1478 roku zarówno Władysław II Jagiellończyk, jak i jego konkurent Maciej Korwin mieli prawo do używanie tytułu króla czeskiego. Maciej Korwin dążył do centralizacji władzy, a rządy sprawował przez nadstarostów: Stefana Zápolyę i Jerzego von Steina, którzy piastowali także urząd starosty księstwa świdnicko-jaworskiego. W tym czasie Krosno Odrzańskie zostało zajęte przez Brandenburgię. Po śmierci Korwina w 1490 roku biskup wrocławski oraz książęta śląscy wyrazili zgodę na uznanie swoim panem Władysława Jagiellończyka.
Po śmierci Ludwika Jagiellończyka w 1526 cały Śląsk dostał się pod władzę dynastii Habsburgów.

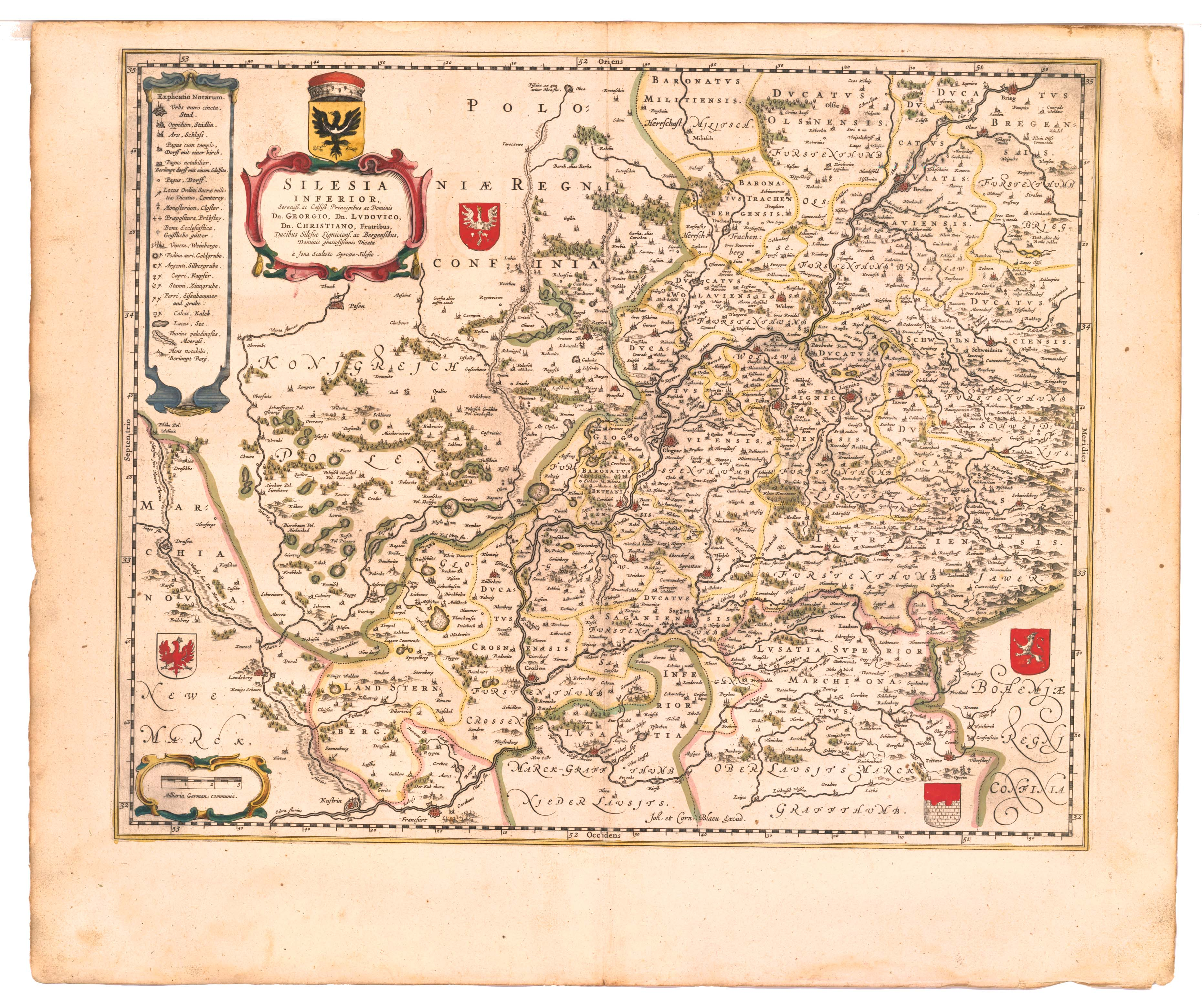
Mapa Śląska według Jonasa Scultetusa z 1645

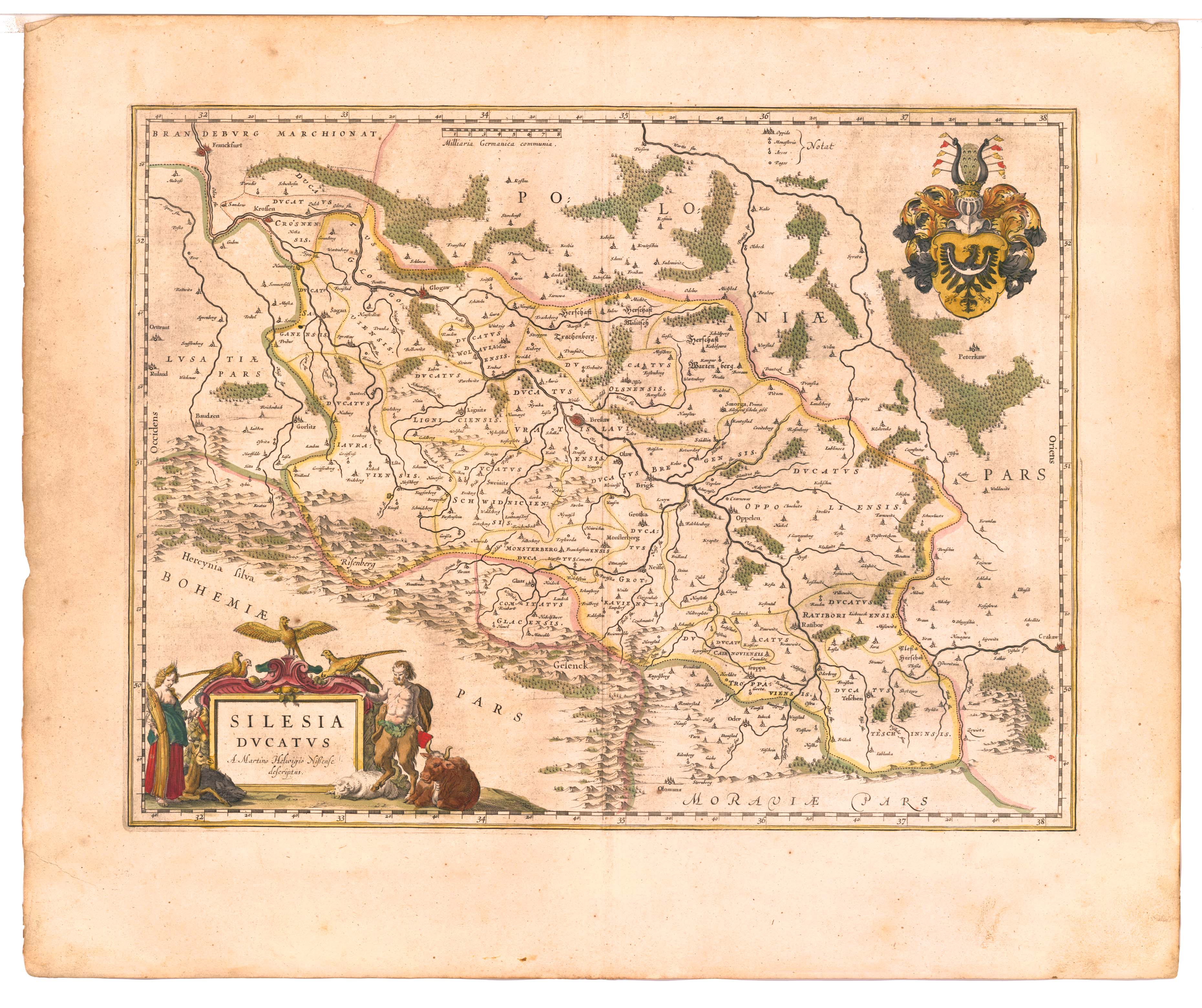
Mapa Śląska według Martina Helwiga z XVI w.

Od początków XVI w. datują się dzieje reformacji na Śląsku, która odniosła spory sukces wypierając katolicyzm. Doprowadziło to do pojawienia się sporów konfesyjnych pomiędzy będącym ostoją katolicyzmu panującym domem Habsburgów a ludnością prowincji. Szczególnie silnie Śląsk ucierpiał w czasie wojny trzydziestoletniej, łupiony zarówno przez wojska cesarskie, jak i protestanckie i szwedzkie. Armia Albrechta von Wallensteina spustoszyła i spaliła wiele śląskich miast i wsi, m.in. Prudnik, Głogówek, Żory, Pszczynę, Bytom, Rybnik, Koźle i Strzelce Opolskie.
Ostatni książę śląski z dynastii Piastów Jerzy IV Wilhelm, książę legnicko-wołowsko-brzeski, zmarł w 1675 roku w Brzegu. W 1691 Oławę otrzymał Jakub Ludwik Sobieski.

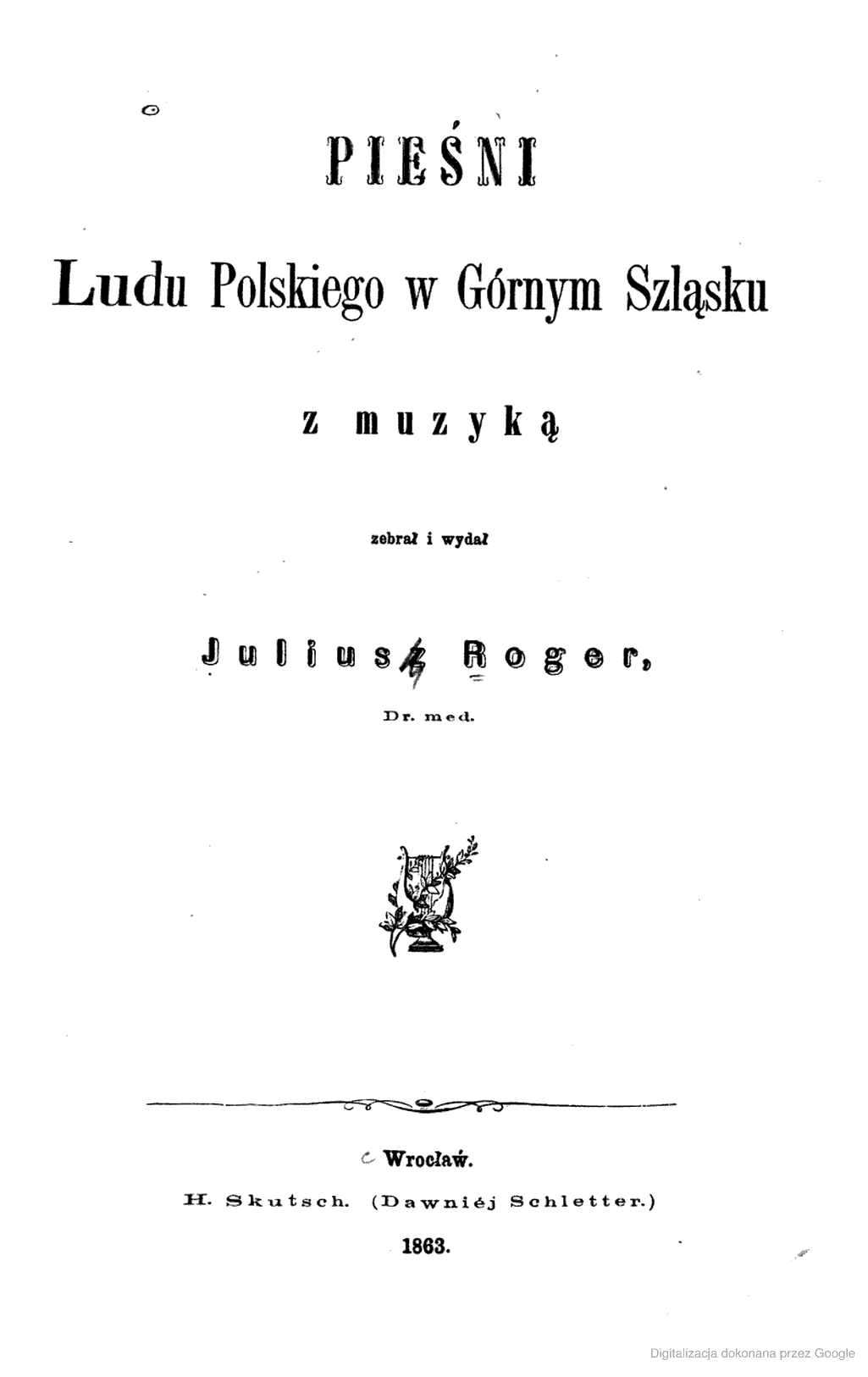
„Pieśni Ludu Polskiego na Górnym Śląsku” autorstwa Juliusza Rogera wydane we Wrocławiu w 1863 roku.

Przez wieki Śląsk zachował wieloetniczny charakter. Jeszcze na początku XVI wieku pierwszy śląski geograf, wrocławski kronikarz Bartłomiej Stein (Stenus), w dziele zatytułowanym Descriptio Totius Silesiae pisał: „Ziemię tę zamieszkują dwa narody, różniące się tak zwyczajami, jak i [zajmowanym] miejscem: żyźniejszą, która rozciąga się na południe i zachód, zajmują Niemcy, bardziej zalesioną, o gorszych glebach i nieprzyjazną trzymają Polacy.”. Tradycja ta przetrwała i pomimo postępującej germanizacji część Śląska na północ od Odry, dawniej zamieszkana w większości przez Polaków, zwana była „die Polnische Seite”.

### Królestwo Prus
W wyniku trzech wojen śląskich (w latach 1740–1763) większa część Śląska wraz z ziemią kłodzką stała się własnością Królestwa Prus, tracąc jednocześnie własną autonomię. Wojny śląskie przyniosły też ogromne straty wśród ludności Śląska, szacowane na około 20% mieszkańców. W granicach Korony Czeskiej pozostała jedynie skrajna południowo-wschodnia część regionu – Śląsk Austriacki. Od tego czasu dotychczasowa struktura etniczna części Górnego Śląska, która znalazła się w granicach państwa Hohenzollernów, i jego polski charakter uległ zmianie. Ma to związek z celową polityką germanizacyjną Prus.

Prowincja Śląsk, 1871

Wraz z Wiosną Ludów na sile przybrał polski ruch narodowy. Polscy chłopi szczególnie z Wrocławia, Bytomia, okolic Jawora, Brzegu, Bolkowa i Opola wystąpili przeciwko niemieckim obszarnikom, żądając zniesienia pańszczyzny. Polacy z Prudnika i jego okolic posyłali swoje dzieci poza Śląsk, na byłe terytorium Królestwa Polskiego, aby w spokoju mogły uczyć się języka polskiego.
Po przywróceniu samorządności i w wyniku otwarcia na wielki rynek Niemiec doszło do szybkiego rozwoju ekonomicznego i przemysłowego prowincji. Pierwsza linia kolejowa powstała w 1842 roku między Wrocławiem i Oławą. Na Górnym Śląsku silnie rozwinęło się górnictwo węgla kamiennego i związane z nim hutnictwo.
Podczas wojen napoleońskich na mocy dekretu cesarza Francuzów Napoleona Bonaparte z 6 kwietnia 1807 na Śląsku utworzono Legię Polsko-Włoską z powracających z Włoch oddziałów polskich. We Wrocławiu, Brzegu i Nysie sformowano trzy pułki piechoty, w Prudniku pułk ułanów, a w Korfantowie pułk lansjerów.
W 1844 roku na Dolnym Śląsku wybuchło powstanie tkaczy śląskich, które zostało krwawo stłumione przez pruską armię. W 1871 roku Śląsk stał się częścią Cesarstwa Niemieckiego. Śląsk pozostawał w ramach Prus jedną prowincją dzielącą się na rejencje: legnicką, wrocławską i opolską.

### XX wiek
do Polski
     do Niemiec

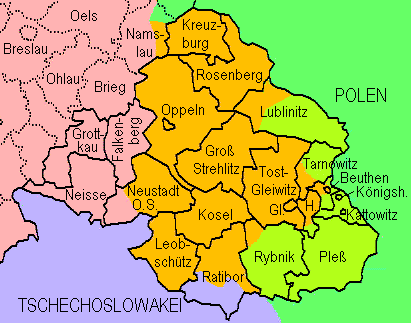
Wyniki plebiscytu na Górnym Śląsku 1921:
do Polski
do Niemiec

W wyniku ustaleń traktatu wersalskiego do Polski przyłączono bez plebiscytu skrawki Dolnego Śląska z powiatów Góra, Syców i Namysłów. Z kolei na Górnym Śląsku doszło do trzech powstań śląskich (w 1919, 1920 oraz 1921) i plebiscytu, przeprowadzonego w warunkach dających przewagę Niemcom, w dniu 20 marca 1921. Wyniki plebiscytu były dla Polaków niekorzystne, jednak Rada Ambasadorów (na skutek decyzji o podziale Górnego Śląska z października 1921) pod wpływem III powstania śląskiego, wytyczyła ostatecznie granicę korzystniejszą dla Polski. W wyniku podziału, pomiędzy czerwcem a lipcem 1922, ok. 1/3 terytorium Górnego Śląska została przyłączona do odrodzonej Polski, po stronie niemieckiej pozostało jednak 530 tys. Polaków (1935 r.) i to pomimo masowych, dobrowolnych przemieszczeń ludności, w ramach których do Polski wyemigrowało 100 tys. Ślązaków, a do Niemiec ok. 220 tys. Ślązaków. Polska przejęła 29% obszaru objętego plebiscytem, z 46% zamieszkującej ludności (ok. 996 tys. ludzi, w tym 250 tys. Niemców). Ukonstytuowało się także województwo śląskie, które otrzymało autonomię. Niewielki fragment pruskiego Górnego Śląska został przyłączony do Czechosłowacji (kraik hulczyński).

Województwo śląskie w okresie międzywojennym

Latem 1920 podczas ofensywy Tuchaczewskiego na Warszawę, minister spraw zagranicznych Edward Benesz wymusił podział Śląska Cieszyńskiego (wzdłuż linii rzeki Olzy) oraz spornych terenów Spisza i Orawy. Polski rząd uznał aneksję Zaolzia przez Czechosłowację ze względu na pogarszającą się sytuację na froncie wojny polsko-bolszewickiej pod warunkiem przepuszczania przez Czechosłowację transportów z bronią dla Wojska Polskiego.
21 września 1938 Polska zażądała oddania zamieszkanej przez Polaków części Zaolzia (termin ultimatum: 30 września). Rząd czechosłowacki ugiął się przed ultimatum 1 października, oddziały polskie wkroczyły na Zaolzie następnego dnia. Pozostała część czeskiego Śląska została przyłączona (jak część Kraju Sudetów) do III Rzeszy.
Po niemieckiej napaści na Polskę w 1939 roku, cały Śląsk znalazł się pod władzą niemiecką. Dotychczas polską część Górnego Śląska przyłączono do prowincji Górny Śląsk, jako rejencję katowicką. Niemieckie władze okupacyjne rozpoczęły politykę terroru i represji w stosunku do Polaków. Równolegle przeprowadzano wysiedlenia ludności polskiej z obszaru Górnego Śląska.
8 października 1939 dekretem Adolfa Hitlera obszar Górnego Śląska został wcielony do Rzeszy. W wyniku dalszych działań, od marca 1941 90% mieszkańców rejencji katowickiej wpisano na niemiecką listę narodowościową DVL (niem. Deutsche Volksliste), a ok. 40 000 wcielono przymusowo do Wehrmachtu. Volkslista (DVL) kategoryzowała osoby na nią wpisane do odpowiedniej grupy (według pochodzenia i stosunku do państwa niemieckiego). Grupę I stanowili Niemcy aktywni politycznie, natomiast IV i ostatnią, Polacy. Polacy nie wpisani na DVL nie mogli zostać obywatelami Rzeszy. Od lutego 1942 niewpisanie się na listę mogło skutkować wysłaniem do obozu koncentracyjnego, zaś od końca 1944 praktycznie śmierć. W zaistniałej sytuacji wyrzeczenie się własnej narodowości mogło uratować życie, choć mogło być postrzegane jako zdrada. Dlatego biskup katowicki Stanisław Adamski za zgodą Stolicy Apostolskiej, nakłaniał wiernych do deklarowania narodowości niemieckiej, aby utrudnić wrogowi zamiar wyniszczenia narodu polskiego.
Masowy terror niemiecki na Górnym Śląsku wywołał w efekcie zwiększoną aktywność polskiego ruchu oporu, m.in. działała tu Organizacja Orła Białego, powiązana z ZWZ-AK.
Po zakończeniu II wojny światowej prawie cały niemiecki Śląsk (wraz z Pomorzem Zachodnim, częścią Brandenburgii i Prus Wschodnich) przekazany został Polsce na mocy decyzji tzw. wielkiej trójki w zarząd. Pozostałe przy Niemczech fragmenty Prowincji Śląskiej włączono do Brandenburgii i Saksonii. Zamieszkała tu dotąd ludność niemiecka, a gdzieniegdzie czeska, została decyzją Sojuszniczej Rady Kontroli z 20 listopada 1945 przymusowo wysiedlona. Jej miejsce zajęli przesiedleńcy zza nowej granicy na wschodzie, z Kresów Wschodnich, głównie z Wołynia, wschodniej Galicji i Wileńszczyzny oraz mieszkańców Polski środkowej. Na obszarze Śląska do końca 1945 r. znalazło się ponad 430 tys. wysiedlonych z Kresów Wschodnich oraz ponad 700 tys. osadników z centralnej Polski, jednocześnie od czerwca do końca 1945 r. wysiedlono ok. 500 tys. osób narodowości niemieckiej z terenów przy nowej granicy polsko-niemieckiej. Według spisu ludności z 14 lutego 1946 r. na 4,775 mln ludzi na Śląsku (w tym 1,62 mln na przedwojennym polskim Śląsku) żyło 1,40 mln Niemców (w tym 0,02 mln na terenach należących do Polski przed wojną). Po konferencji poczdamskiej zaczęto przesiedlenia na większą skalę. Ogółem do stycznia 1947 napłynęło na teren Dolnego i Górnego Śląska 2 630 000 osób z terenów wschodnich. Jedynie na Górnym Śląsku pozostała część miejscowej ludności, tzw. autochtonów. Armia Czerwona przekazywała stopniowo od 1945 roku miejscowości i obrabowane zakłady, czasem jednak także zabierała, np. Świętoszów z poligonem.
W efekcie weryfikacji narodowościowej na Śląsku poświadczenie polskości wydano 0,87 mln osób (0,85 mln na Górnym Śląsku i 0,02 mln na Dolnym Śląsku). Po jej zakończeniu pozwolono w Polsce pozostać tylko tym Niemcom (z rodzinami), którzy uznani zostali za niezbędnych dla gospodarki. W 1950 r. mniejszość niemiecka na Śląsku liczyła 0,08 mln osób spośród 3,01 mln mieszkańców, a jej główne skupiska znajdowały się w Wałbrzychu i Jeleniej Górze. Po odwilży październikowej większość Niemców wyjechała do RFN.
Część Dolnego i Górnego Śląska oraz Śląska Cieszyńskiego stała się przyczyną konfliktu granicznego między Polską i Czechosłowacją – rząd w Pradze wysunął roszczenia m.in. do ziemi kłodzkiej i raciborskiej, z kolei Warszawa chciała utrzymać granicę z 1939 na Śląsku Cieszyńskim. Ostatecznie, m.in. w wyniku nacisku Związku Radzieckiego, utrzymana została granica sprzed 1938 (polsko-czechosłowacka i dawna granica niemiecko-czechosłowacka).
Tuż po wojnie władze PRL zakładając iż ludność śląska jest niemiecka, poddawała ją procesowi weryfikacji. Do końca lat 40. XX wieku z samego Górnego Śląska wysiedlono 0,3 mln osób, lecz w dalszym ciągu Ślązacy uważani byli za zgermanizowanych Słowian. Od 1945 roku rozpoczęły się wywózki do ZSRR, do niewolniczej pracy. Także w Polsce mieszkańcy Śląska byli prześladowani (między innymi w obozach w Świętochłowicach i Siemianowicach).
W okresie pierwszych lat Polskiej Rzeczypospolitej Ludowej na Dolnym i Górnym Śląsku przeprowadzono także intensywną polonizację (tzw. „odniemczanie”) – usuwano niemieckie ślady z przestrzeni publicznej, skuwano napisy (również na obiektach sakralnych, grobach i historycznych pomnikach), szczególnie Górnoślązaków o niemieckobrzmiących nazwiskach i imionach zmuszano do przybierania bardziej słowiańskich.
W latach 1957–1959, w wyniku masowych wyjazdów Niemców do Niemiec Zachodnich lub, rzadziej, do Niemieckiej Republiki Demokratycznej, liczba szkół sukcesywnie zaczęła ulegać znacznemu zmniejszeniu.

## Warunki naturalne

### Ukształtowanie powierzchni

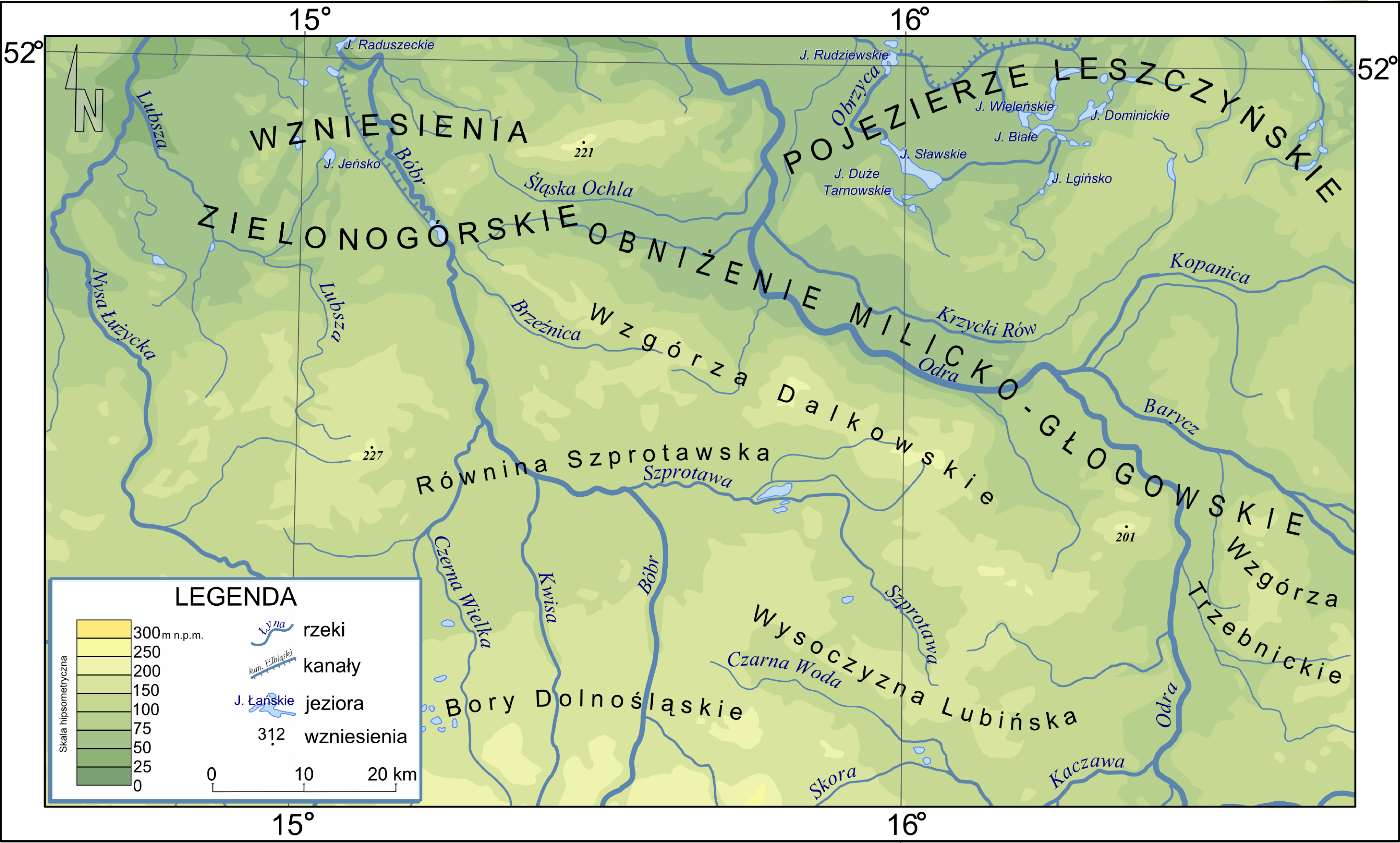
Mapa okolic Niziny Śląsko-Łużyckiej, Wzniesień Zielonogórskich i Obniżenia Milicko-Głogowskiego

Śląsk położony w dolinie górnej Odry na południu i zachodzie oparty jest o pasma Sudetów i Karpat. Część zachodnia, Dolny Śląsk jest regionem rolniczym. Górny Śląsk położony na rozległym płaskowyżu bogaty jest w złoża mineralne.
Obszar Śląska jest zróżnicowany pod względem ukształtowania terenu. Na południu i zachodzie krajobraz jest górzysty (Sudety i Karpaty Zachodnie), w południowo-wschodniej części jest wyżynny (Wyżyna Śląska), resztę obszaru zajmują przeważnie niziny.

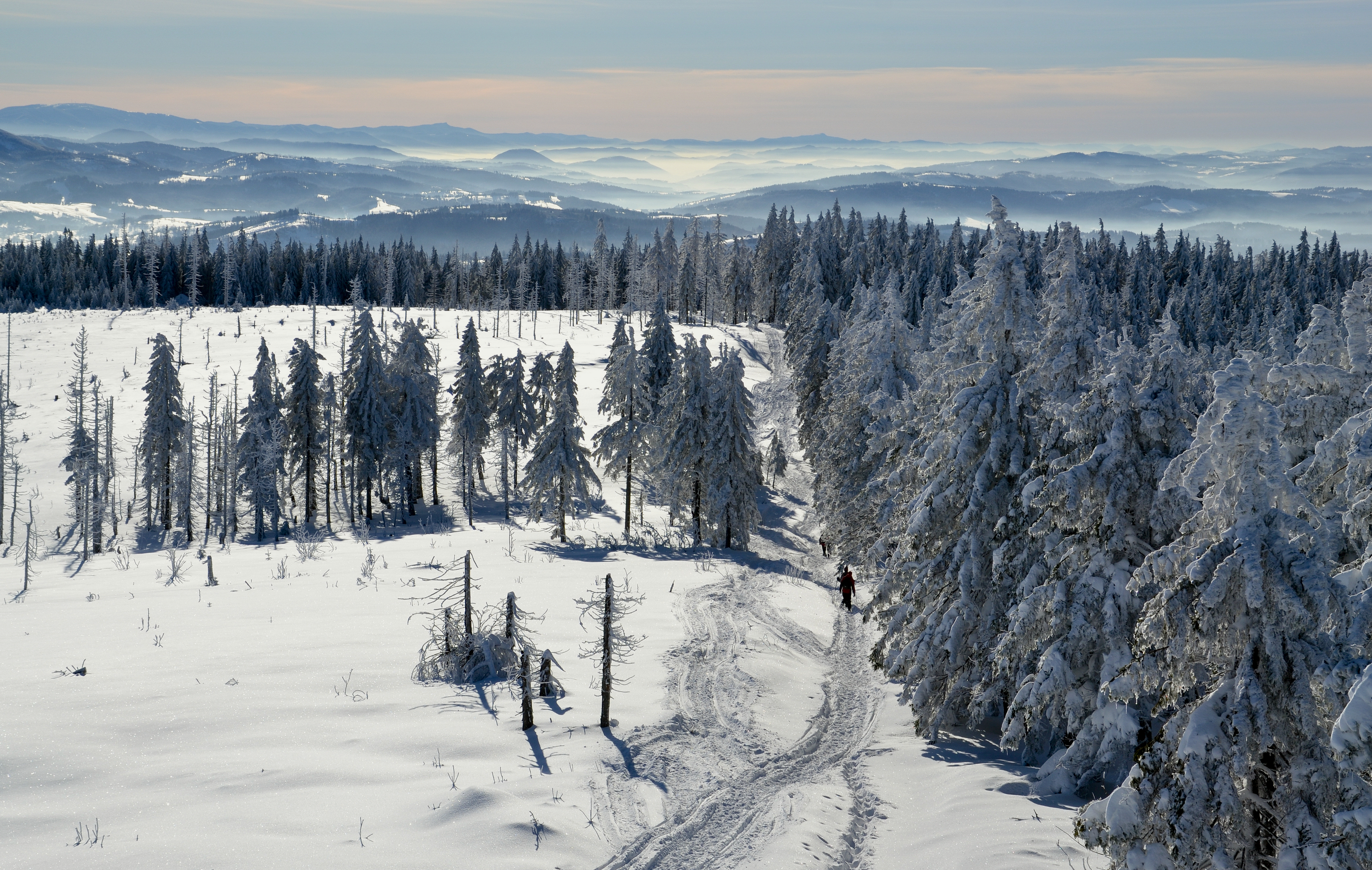
Beskid Śląski

Śląsk leży w Nizinie Środkowoeuropejskiej (z wyjątkiem Sudetów, Karpat Zachodnich oraz Wyżyny Śląskiej), który jest jedną z prowincji Europejskich. Rozciągają się tu od południa następujące makroregiony: Beskidy Zachodnie (Beskid Śląski, Beskid Morawsko-Śląski), Pogórze Zachodniobeskidzkie (Pogórze Śląskie, Pogórze Morawsko-Śląskie), Kotlina Oświęcimska, Kotlina Ostrawska, Wyżyna Śląska, Nizina Śląska, Sudety Wschodnie, Sudety Środkowe, Sudety Zachodnie, Przedgórze Sudeckie, Nizina Śląsko-Łużycka, Wzniesienia Zielonogórskie, Wał Trzebnicki, Obniżenie Milicko-Głogowskie, część Pojezierza Lubuskiego oraz Pradoliny Warciańsko-Odrzańskiej.
Najwyższym szczytem Śląska jest Śnieżka o wysokości 1603 m n.p.m. znajdująca się w Karkonoszach.

### Hydrografia

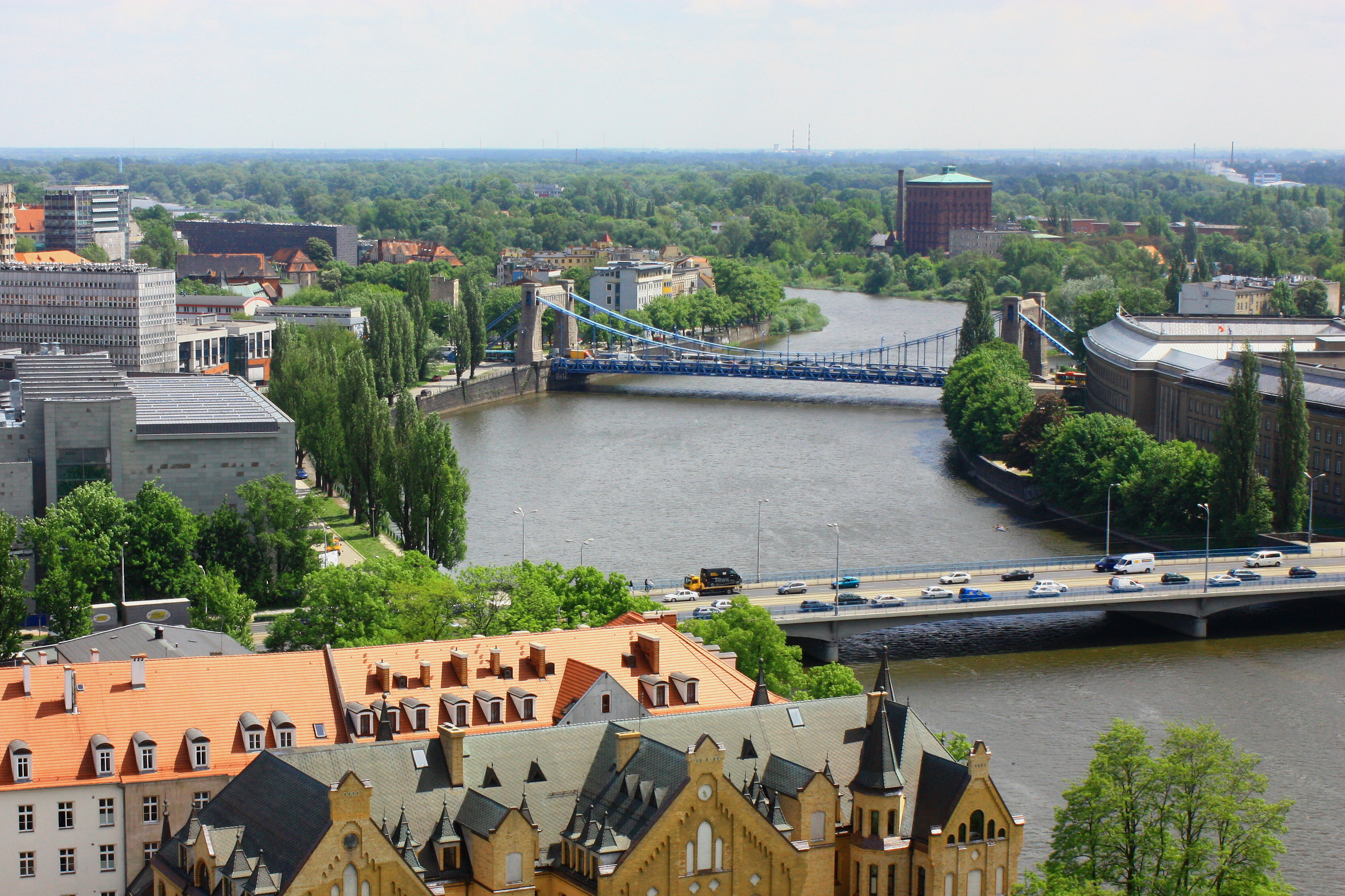
Odra we Wrocławiu

Sieć wodna kształtuje się wokół Odry i jej dopływów: Olzy, Nysy Kłodzkiej, Bobru, Kaczawy, Baryczy, Kłodnicy, Małej Panwi i innych. Wschodnie krańce Śląska leżą w dorzeczu Wisły z najdłuższymi rzekami: Brynicą, Przemszą, Pszczynką, Gostynią i Białą. Na Śląsku źródła swoje ma zarówno Odra (w Górach Odrzańskich), jak i Wisła (Barania Góra). Prawie cały Śląsk znajduje się w zlewisku Morza Bałtyckiego, jedynie kilka cieków wodnych zasila Morze Północne poprzez Łabę (z głównymi rzekami: Izerą, Dziką Orlicą, Úpa) oraz Morze Czarne poprzez Wag.

### Klimat (1950–2000)
| Przykładowe miasto | Średnia temperatura (roczna) | Średnia temperatura (w lipcu) | Średnia temperatura (w styczniu) | Średni opad roczny |
| ------------------ | ---------------------------- | ----------------------------- | -------------------------------- | ------------------ |
| Katowice           | 8,1 °C                       | 17,8 °C                       | –2,3 °C                          | 700 mm             |
| Opole              | 8,5 °C                       | 18,1 °C                       | –1,6 °C                          | 550 mm             |
| Wrocław            | 8,5 °C                       | 18,0 °C                       | –1,5 °C                          | 519 mm             |
| Zgorzelec          | 8,3 °C                       | 17,6 °C                       | –1,2 °C                          | 645 mm             |
| Ostrawa            | 8,4 °C                       | 17,9 °C                       | –1,9 °C                          | 677 mm             |

## Miasta
Największym miastem w polskiej części Śląska, jak i na całym Śląsku jest Wrocław, w czeskiej części Śląska jest to Ostrava, w niemieckiej części Görlitz.
W pasie od Gliwic do Mysłowic znajduje się największe zgrupowanie miast Śląska, które jest częścią konurbacji górnośląskiej, leżącej na Śląsku i w Małopolsce.
15 największych miast (dane na 1 stycznia 2022 roku):
|    | Miasto        | Liczba mieszkańców | Powierzchnia | Jednostka administracyjna |
| -- | ------------- | ------------------ | ------------ | ------------------------- |
| 1  | Wrocław       | 674 312            | 293 km²      | dolnośląskie              |
| 2  | Katowice      | 282 755            | 165 km²      | śląskie                   |
| 3  | Ostrawa       | 279 791            | 214 km²      | kraj morawsko-śląski      |
| 4  | Gliwice       | 172 628            | 134 km²      | śląskie                   |
| 5  | Bielsko-Biała | 168 106            | 125 km²      | śląskie                   |
| 6  | Zabrze        | 156 935            | 80 km²       | śląskie                   |
| 7  | Bytom         | 151 691            | 69 km²       | śląskie                   |
| 8  | Zielona Góra  | 139 667            | 278 km²      | lubuskie                  |
| 9  | Rybnik        | 132 923            | 148 km²      | śląskie                   |
| 10 | Ruda Śląska   | 132 766            | 78 km²       | śląskie                   |
| 11 | Opole         | 126 775            | 149 km²      | opolskie                  |
| 12 | Tychy         | 124 139            | 82 km²       | śląskie                   |
| 13 | Wałbrzych     | 103 263            | 85 km²       | dolnośląskie              |
| 14 | Chorzów       | 103 229            | 33 km²       | śląskie                   |
| 15 | Legnica       | 93 988             | 56 km²       | dolnośląskie              |

### Nazwy miejscowości
Wiele miejscowości na Śląsku miało w historii wiele nazw, zarówno w języku polskim, jak i niemieckim oraz czeskim. Początkowo nazwy powstawały i ewoluowały spontanicznie. W II Rzeszy niektóre nazwy utworzono np. dla uczczenia Niemców niezwiązanych ze Śląskiem, jak Hindenburg (Zabrze). W III Rzeszy masowo germanizowano słowiańskie nazwy, wprowadzając nazwy niehistoryczne jak Hitlersee (Szczedrzyk), łącznie ponad 2000 nazw. Po wojnie wiele polskich nazw powstało spontanicznie, drogą spolszczenia wymowy lub amatorskiego tłumaczenia. Oficjalne nazwy określiła komisja językoznawcza, czasem przywracając dawną nazwę, czasem tworząc zupełnie nową, np. Dzierżoniów. Po wojnie używanie niemieckich nazw było zabronione, po 1989 stały się one powszechnie znane, a ustawa o mniejszościach narodowych zezwala na używanie niemieckich nazw w gminach zamieszkanych przez mniejszość niemiecką. Oficjalnymi niemieckimi nazwami są nazwy sprzed 1936 roku, np. Stare Siołkowice to Alt Schalkowitz, a nie Alt Schalkendorf.

## Symbole i barwy
Symbolika Śląska wywodzi się z rodowych herbów Piastów śląskich. Po raz pierwszy wizerunku orła użył na swej pieczęci książę Kazimierz I opolski w 1222 roku. Jest to też najstarszy wizerunek orła jako godła książęcego na ziemiach polskich.
Na ziemiach Dolnego Śląska używano herbu Piastów dolnośląskich, który miał czarnego orła w złotym polu ze srebrną przepaską na skrzydłach, dodatkowo ze srebrnym krzyżem pośrodku. Natomiast ziemie Górnego Śląska przyjmowały na ogół herb Piastów górnośląskich, który miał orła złotego w błękitnym polu. Herb ten ulegał modyfikacjom i zmianom stylistycznym. Niektóre jednostki administracyjne używały tylko połowy lub tylko górnej część orła. Herby książąt piastowskich przyjęły do swoich herbów, flag miejscowości, gminy, powiaty i większe jednostki administracyjne położone na Śląsku.
Barwy ziem powiązane są z kolorystyką ich tarcz herbowych. W czasach pruskich jednolita prowincja Śląsk używała flagi z białym, poziomym pasem u góry i żółtym u dołu. W tradycji przyjęło się, że herb i barwy dolnośląskie używane są jednocześnie jako symbole Śląska jako całości (vide wielki herb Czech, symbole pruskiej prowincji śląskiej).

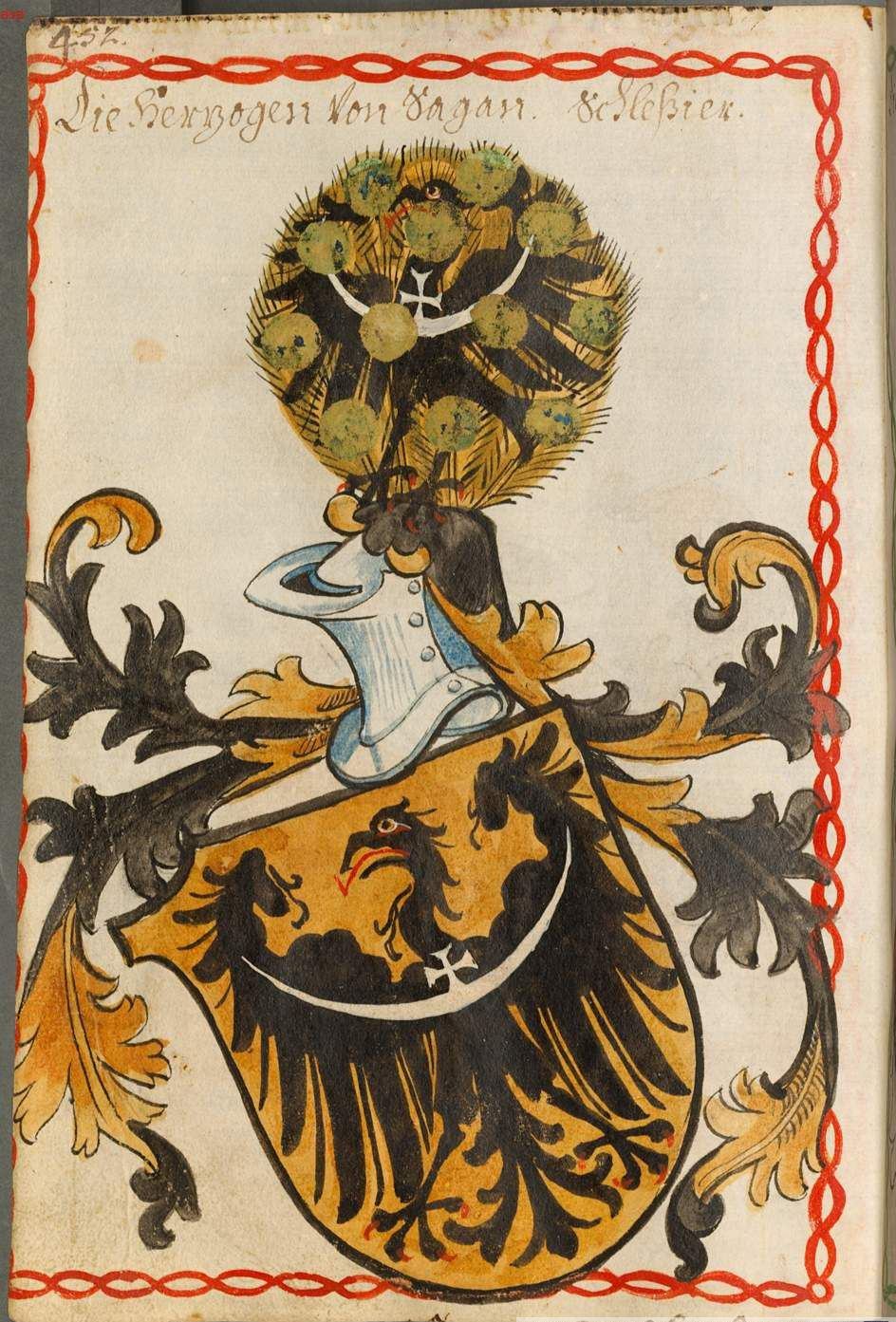
Herb Piastów dolnośląskich (XV wiek)
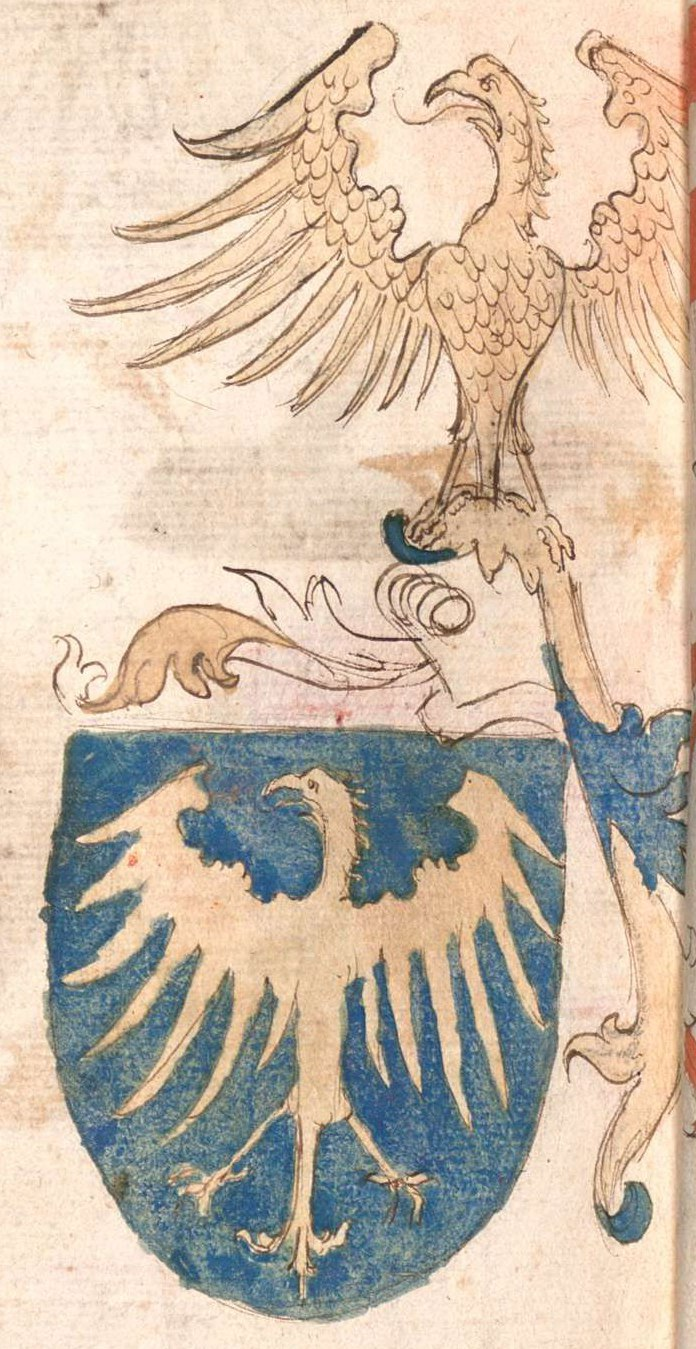
Herb Piastów górnośląskich (XV wiek)
Herb województwa dolnośląskiego
Herb województwa opolskiego
Herb województwa śląskiego
Herb kraju morawsko-śląskiego
Herb kraju ołomunieckiego
Herb powiatu Görlitz

## Kultura

### Literatura
Najprawdopodobniej w połowie XII wieku w klasztorze św. Wincentego we Wrocławiu powstał łaciński epos Carmen Mauri, przedstawiający dzieje śląskiego rycerza i możnowładcy Piotra Włostowica. Do najstarszych ksiąg pisanych na Śląsku należy także księga henrykowska – stustronnicowa księga spisana po łacinie, kronika opactwa cystersów w Henrykowie. W zapiskach z roku 1270 zawiera ona uważane za najstarsze polskie zapisane zdanie (wypowiedziane przez Czecha do jego żony Polki): „Day, ut ia pobrusa, a ti poziwai”, co znaczy „Daj, ja będę mełł, a ty odpocznij”.

### Muzyka

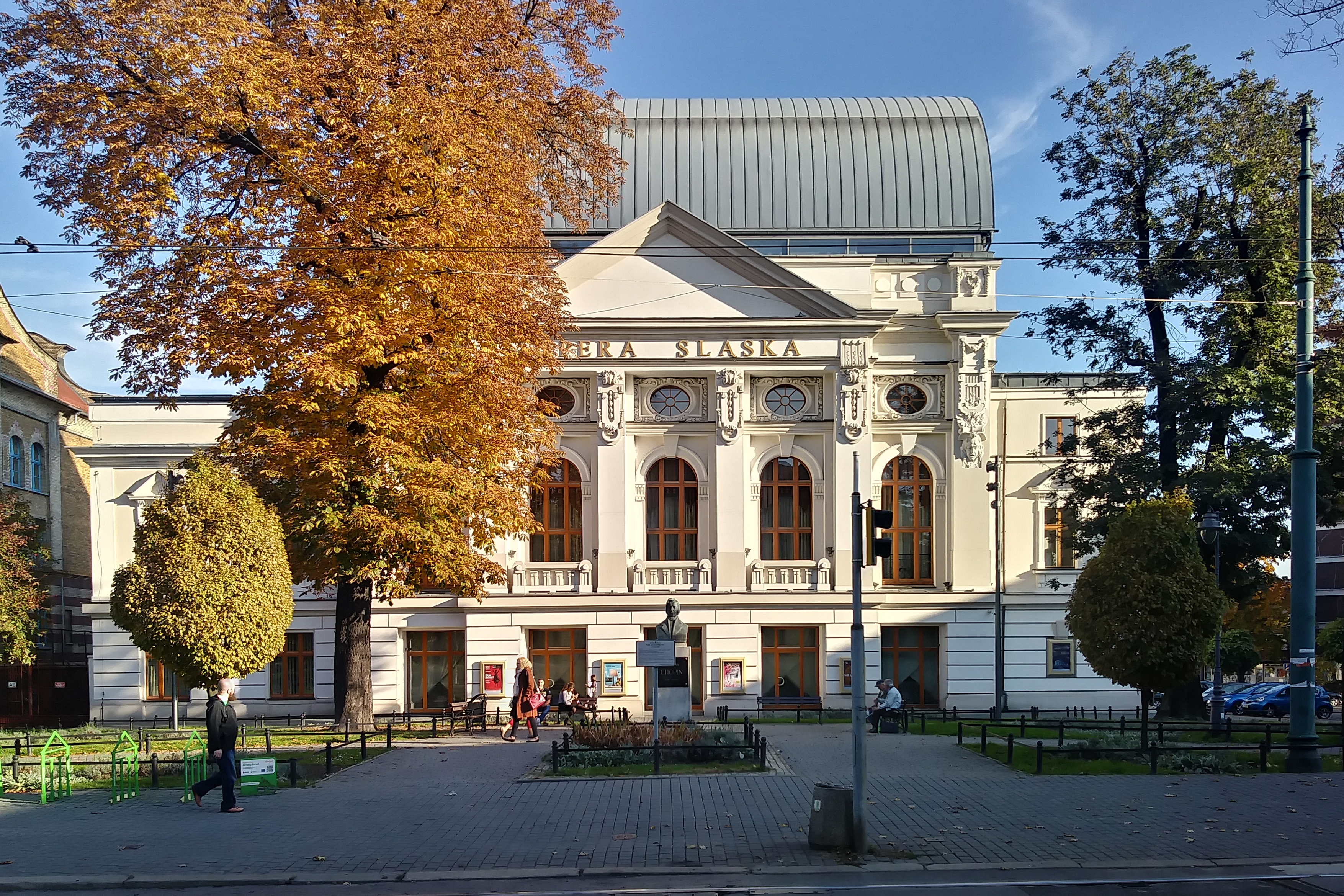
Opera Śląska

Schlesisches Musikfest (pol. Śląski Festiwal Muzyczny) odbywał się w latach 1876–1942 i ponownie wznowiony w roku 1996 w Görlitz.
Grupami muzycznymi prezentującymi folklor śląski jest Zespół Pieśni i Tańca „Śląsk”, oraz Zespół Pieśni i Tańca „Mały Śląsk” z Radzionkowa.
Znajduje się tu siedem filharmonii: Filharmonia Śląska, Filharmonia Dolnośląska, Filharmonia Sudecka, Filharmonia Opolska, Filharmonia Zielonogórska, Filharmonia Wrocławska, Filharmonia Zabrzańska, dwie opery: Opera Śląska, Opera Wrocławska i Estrada Śląska.
Na Śląsku działają dwie akademie muzyczne – w Katowicach i Wrocławiu, Studium Muzyki Kościelnej w Opolu. Na Uniwersytecie Wrocławskim istnieje Zakład Muzykologii. Na Śląsku – w Katowicach, swoją siedzibę ma uznawana za wiodącą polską orkiestrę, Narodowa Orkiestra Symfoniczna Polskiego Radia.
Śląsk ma także swoje tańce ludowe, do których zalicza się Trojak, Mietlorz, Drybek, Waloszek, Stara Baba, Koziorajka, Gąsior, Miotlarz i Schneller Schlesischer Volkstanz.
Pieśni i tańce: ważnym składnikiem śląskich zabaw są pieśni i tańce. Do popularnych pieśni śląskich zalicza się m.in. „Dziyweczko ze Śląska”, „Szła dziyweczka”, „Poszła Karolinka”, „Wczoraj była niydzieliczka”, „Dzióbka dej”, „Skokoł wróbel po desce”, a do tańców należą m.in.: Trojok, Mietlorz, Drybek, Waloszek, Staro Baba, Koziorajka, Gąsior, Miotlorz.
Niemieckie śląskie tradycje podtrzymuje Koło Śląskiej Pieśni i Śląskiej Muzyki (niem. Arbeitskreis für Schlesisches Lied und Schlesische Musik) działające w ramach Heimatwerk Schlesischer Katholiken.

### Malarstwo, rzeźba

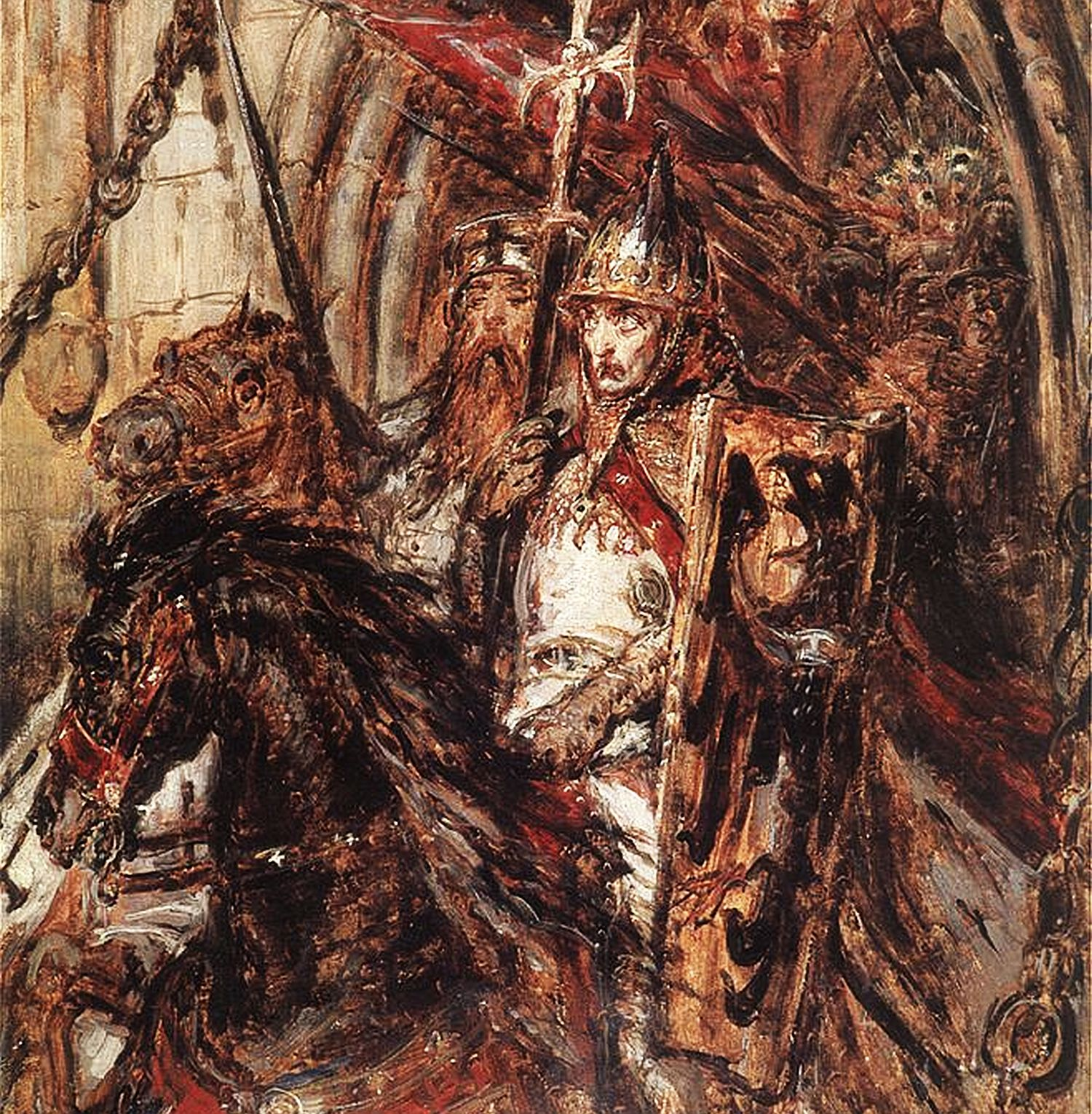
Henryk II Pobożny z tarczą z herbem Śląska na obrazie Matejki

Postacią śląskiej historii sztuki jest malarz Hans Bellmer urodzony w Katowicach. Artystami katowickimi są również: Piotr Szmitke, Roman Maciuszkiewicz i Marek Kamieński, a ze Śląskiem związany był również malarz Michael Willmann.
Częścią kultury górnośląskiej jest również twórczość Teofila Ociepki i całej Grupy Janowskiej.

### Film
W swojej twórczości do tematyki śląskiej nawiązywali m.in. Kazimierz Kutz i Janusz Kidawa.
Ze Śląska pochodzi wielu znanych aktorów m.in. Franciszek Pieczka, Marian Dziędziel, Krzysztof Hanke, Krzysztof Tyniec, Cezary Żak oraz aktorek np. Anna Dymna, Agata Buzek czy Sonia Bohosiewicz.

### Kuchnia śląska
Kuchnia śląska należy do kuchni środkowoeuropejskich, wyróżnia się jednak pośród nich charakterystycznymi cechami. Przez wieki mieszała się tu kuchnia regionalna z kuchnią polską, czeską, morawską, austriacką, niemiecką i żydowską. Ze względu na wielonarodowościowy dzisiaj charakter tej krainy, tutejsza kuchnia jest niejednolita w swym charakterze. Spożywane są tutaj potrawy typowo górnośląskie, jak i potrawy takie same jak w krajach i regionach położonych obok Górnego Śląska.
Często spotykanym zjawiskiem jest przypisywanie Ślązakom jako dania regionalnego rolady wraz z kluskami śląskimi i modrą kapustą.

### Stroje ludowe

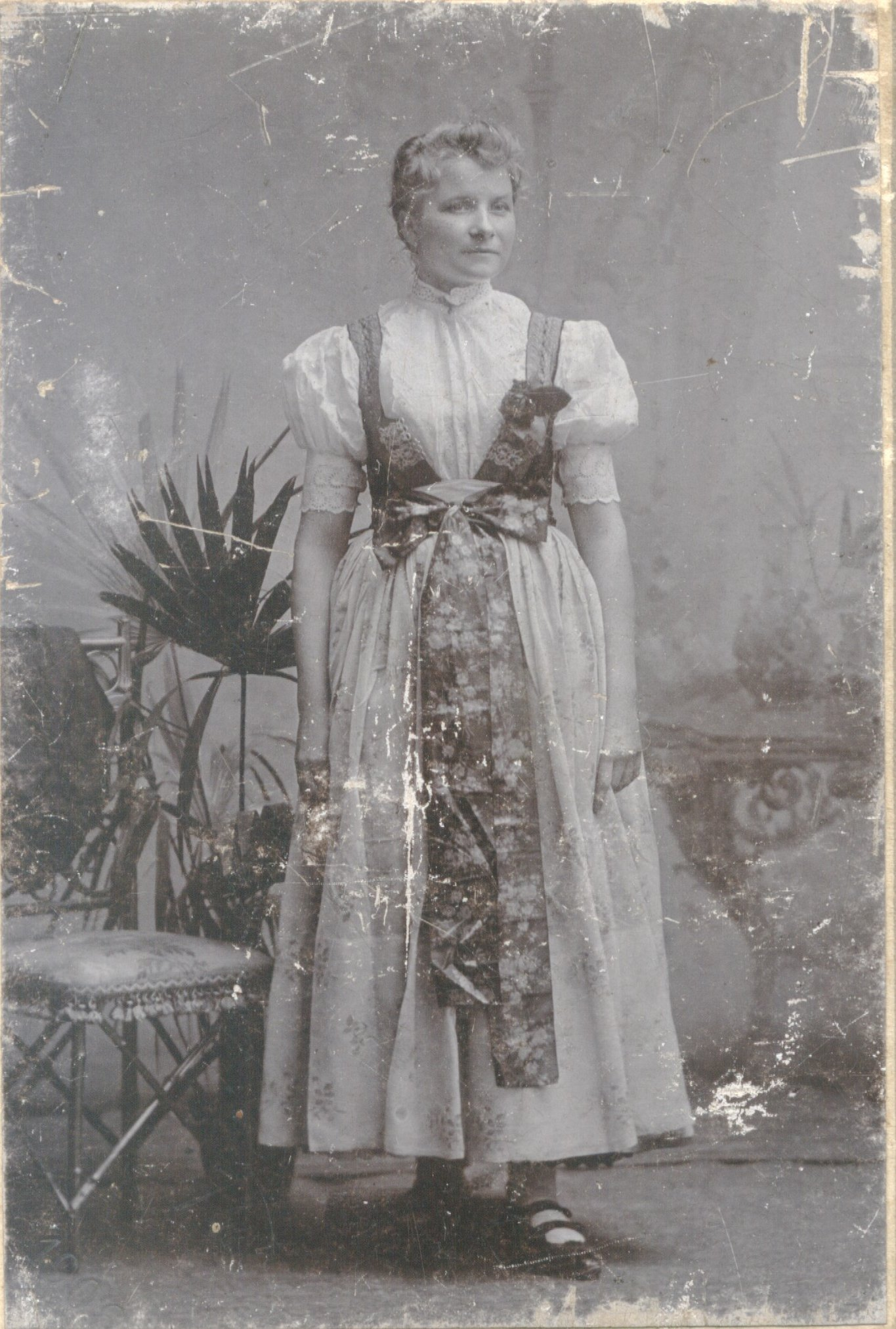
Kobieta w stroju cieszyńskim, 1914

Stroje ludowe z obszaru Dolnego Śląska:
- strój jeleniogórski,
- strój kaczawsko-nadbobrzański,
- strój karkonoski,
- strój kłodzki,
- strój wałbrzyski,
- strój wrocławski,
- stroje głogowskie (osobna grupa),
- strój z rejonu Nysy.

Stroje ludowe z obszaru Górnego Śląska:
- strój cieszyński,
- strój pszczyński,
- strój raciborski,
- strój rozbarski (górzański),
- strój Jacków jabłonkowskich,
- stroje Górali śląskich,
- strój Lachów śląskich.

### Tradycje śląskie
- Formy grzecznościowe: typowe dla Ślązaków jest używanie odmiennych form grzecznościowych w zależności od stopnia pokrewieństwa oraz szacunku należnego danej osobie. Do rodzeństwa i rówieśników Ślązacy mówią (godają) „za jedno”, czyli: (ty) „weź”, „tyś je” („jesteś”), do rodziców, wujostwa czy np. przełożonych w pracy „za dwoje”, czyli: (wy) „weźcie”, „wyście sóm” („jesteście”); wreszcie do dziadków, pradziadków i osób starszych zwracają się „za troje”: „weznóm” (oni), „sóm” (oni). Odmienia się rzecz jasna wyłącznie czasownik, zatem poprawna śląska forma odniesiona do jednej osoby starszej to „starzik (dziadek) weznóm”, a nie „starzikowie weznóm” (lub „starziki weznóm”)(ta ostatnia forma dotyczyłaby obojga: dziadka i babci).
- Rozrywki: popularną rozrywką wśród Ślązaków jest gra w skata[103] i w tysiąca. Przy grze w tysiąca Ślązacy używają pochodzących z języka niemieckiego nazw kolorów karcianych: ♥ to herce, ♦ to szele, ♣ to krojce a ♠ to griny. Odmienna od ogólnopolskiej jest także punktacja meldunków: trefl 100, pik 80, kier 60, karo 40.
- Hodowla ptaków: na Śląsku popularna jest hodowla gołębi (w gołębnikach)[104].
- Imieniny i urodziny: Ślązacy nie obchodzą imienin, mimo wpływu kultury ogólnopolskiej nadal wielu rdzennych Ślązaków nie zna daty własnych imienin. Obchodzi się natomiast urodziny.
- Barbórka i dzień św. Floriana: na Czarnym Śląsku obchodzony jest 4 grudnia – imieniny Barbary, patronki górników i 4 maja – imieniny Floriana – patrona hutników. Tradycyjnie takie dni są wolne od pracy i rozpoczynają się od mszy w kościele, następnie jest pochód (z hutniczą/górniczą orkiestrą) i na końcu piknik bądź festyn[105].
- Święta zwyczajowe: na Górnym Śląsku uroczyście obchodzone są chrzciny, roczek – czyli pierwsze urodziny dziecka, I Komunia Święta oraz pięćdziesiąte urodziny – tzw. Abraham[106].
- Rozpoczęcie nauki szkolnej – na Śląsku nowi uczniowie I klasy szkoły podstawowej otrzymują od rodziców tyty, czyli rogi obfitości wypełnione słodyczami[107].
- Ślub: na Górnym Śląsku popularne jest tłuczenie skorup porcelanowych przed drzwiami mieszkania panny młodej w dzień przed weselem – tzw. polterabend, jak również roznoszenie przed weselem ozdobionych i starannie zapakowanych paczuszek m.in. z ciastem (tzw. kołoczem), przeznaczonych dla gości zaproszonych na uroczystość i dla znajomych. Uroczyście świętowane są srebrne i złote rocznice ślubu[106].

## Edukacja i nauka
Ze Śląska pochodzi 17 osób, które otrzymało nagrodę Nobla (z tego 10 z Wrocławia):
- pisarze – Theodor Mommsen (1902), Gerhart Hauptmann (1912),
- fizycy – Phillip Lenard (1905), Otto Stern (1943), Max Born (1954), Maria Goeppert-Mayer (1963), Johannes Georg Bednorz (1987), Hans Georg Dehmelt (1989),
- chemicy – Eduard Buchner (1907), Fritz Haber (1918), Friedrich Bergius (1931), Kurt Alder (1950), Konrad Bloch (1964),
- lekarze i biochemicy – Paul Ehrlich (1908), Gerhard Domagk (1939), Günter Blobel (1999),
- ekonomista – Reinhard Selten (1994).

Oprócz noblistów, wśród Ślązaków można wyróżnić wielu innych ludzi nauki, na przykład Gregor Mendel, Fritz London, Theodor Kaluza, Maria Cunitz, Richard Courant, Carl Friedländer, Carl Wernicke, Georg Graf von Arco.

## Organizacje i stowarzyszenia
Na terenie Górnego Śląska od 1990 roku działa Ruch Autonomii Śląska, dążący do uzyskania autonomii.
Od 2009 na terenie Dolnego Śląska z siedzibą we Wrocławiu, działa stowarzyszenie miłośników Śląska Silesia Restituta obejmujące swą działalnością cały historyczny Śląsk.
Od grudnia 2011 roku działa również Stowarzyszenie Osób Narodowości Śląskiej, które swoim zasięgiem obejmuje cały Śląsk, z kołami m.in. w Opolu (siedziba), Chorzowie, Rudzie Śląskiej, a od października 2013 roku również i we Wrocławiu.

## Religia
Na Górnym Śląsku głównymi ośrodkami kultu religijnego katolików są bazylika Najświętszej Marii Panny i św. Bartłomieja w Piekarach Śląskich oraz Sanktuarium św. Anny na Górze św. Anny. Ważnym miejscem pątniczym w tej części Śląska jest również bazylika Narodzenia Najświętszej Maryi Panny w Pszowie.
Najważniejszym ośrodkiem kultu religijnego na Dolnym Śląsku jest Sanktuarium św. Jadwigi w Trzebnicy, w której spoczywają relikwie św. Jadwigi, patronki Śląska.
Pierwsze trendy protestanckie dotarły do regionu wkrótce po wystąpieniu Marcina Lutra w 1517 roku. Liczbę wiernych kościoła Ewangelicko-Augsburskiego na samym Śląsku Cieszyńskim szacuje się na ponad 40 tys. (w całej Polsce jest ok. 75 tysięcy). W czeskiej części Śląska istnieje Śląski Kościół Ewangelicki Augsburskiego Wyznania, do którego w 2009 r. należało ok. 15,6 tys. wiernych.
Szczególne znaczenie ma Ostrów Tumski we Wrocławiu, a na nim – archikatedra i najstarsze tutejsze świątynie – kościół św. Idziego i kościół św. Marcina.

## Ludność
Na Śląsku mieszkają głównie grupy narodowościowe: Polacy, Niemcy, Czesi oraz grupa ludności określająca się jako Ślązacy w znaczeniu osobnej narodowości. W Polsce nie jest uznawana narodowość śląska, podobnie w Czechach. Według polskiego Narodowego Spisu Powszechnego z 2002 roku narodowość śląską zadeklarowało 173 148 osób, natomiast w spisie powszechnym na terenie Czech w 2001 roku narodowość śląską deklaruje 10 878 osób. Najnowszy spis z roku 2011 wykazał, że do narodowości śląskiej przyznaje się 809 tys. ludzi. Z tego 362 tys. czuje się tylko Ślązakami, zaś reszta Ślązakami i Polakami lub Ślązakami i Niemcami. Istnienie osobnej narodowości śląskiej jest dyskusyjne – część członków grupy etnicznej deklaruje narodowość polską, część śląską, część czeską, część niemiecką.
Po zjednoczeniu Prus z Rzeszą Niemiecką, na tereny Górnego i Dolnego Śląska po raz kolejny napłynęła liczna populacja niemieckojęzyczna. Jednak jeszcze w 1923 roku wydany w Niemczech atlas geograficzny i demograficzny Richarda Andreego ukazywał, że ludność polskojęzyczna stanowiła bezwzględną większość na Górnym Śląsku i liczyła na tych terenach 75% ogółu populacji, dane te potwierdzają także wcześniejsze wyniki wyborów komunalnych z 9 października 1919 r., w których 70% ludności głosowała na listy polskie, nie potwierdzają jednak wyniki plebiscytu z 1921 roku, kiedy to większość ludności głosowała za pozostaniem regionu w granicach Niemiec. Ponadto spis z 1910 wykazał, że ludność polskojęzyczna stanowiła już tylko 53% ludności Górnego Śląska - spowodowane było to germanizacją i napływem ludności niemieckiej. Na obszarze Górnego Śląska, który przypadł w plebiscycie stronie niemieckiej, podczas spisu w 1925 roku, mimo nacisku administracyjnego i propagandy antypolskiej, 151 200 osób zadeklarowało język polski jako ojczysty (co stanowiło 11,2% populacji niemieckiego obszaru Górnego Śląska), natomiast 384 600 osób (28,5%) podało, że posługuje się językiem niemieckim i polskim. Po roku 1945 i zakończeniu II wojny światowej na tereny Śląska (znajdującego się już wtedy w większości w granicach Polski) przesiedlono ludność polską wysiedloną z Kresów Wschodnich co sprawiło, iż dotychczasowa mniejszość polska na obszarze całej krainy Śląsk stała się większością. Niemcy oraz zgermanizowani Ślązacy zostali w dużej liczbie wysiedleni do Niemiec lub zbiegli w głąb Niemiec przed nadciągającą Armią Czerwoną.

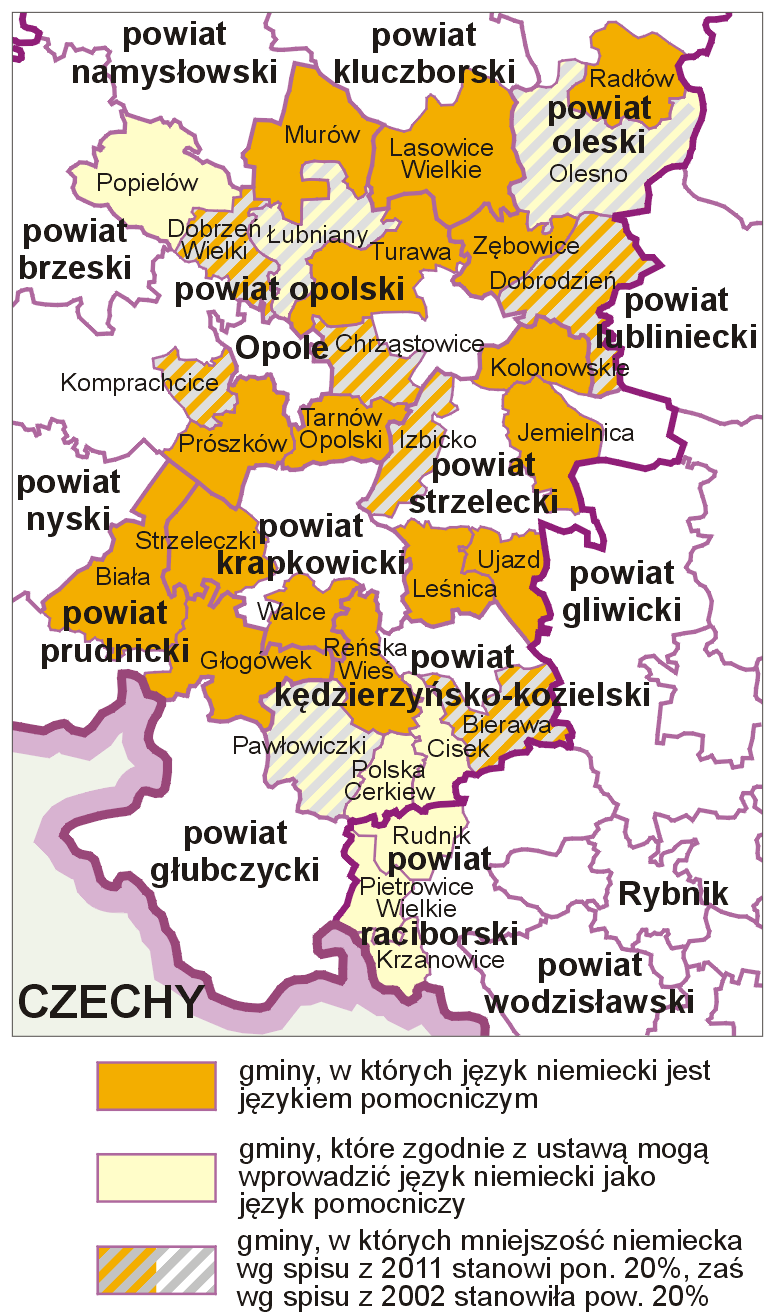
Gminy na Górnym Śląsku w których wprowadzono lub można wprowadzić język niemiecki jako urzędowy język pomocniczy

W wyniku zmian granic w 1945 roku zdecydowaną większość ludności całego Śląska stanowią Polacy. Dolny Śląsk jest niemal jednolicie polski, natomiast Górny Śląsk, którego południowe części wchodzą w skład Republiki Czeskiej, jest nieco bardziej różnorodny. Obecnie Górny Śląsk zamieszkują: Polacy (dominujący) oraz Niemcy i Czesi. Polacy zamieszkują największą polską część Górnego Śląska oraz Zaolzie na Śląsku Cieszyńskim (przyjmując, że stanowi on część Górnego Śląska). Czesi mieszkają tylko w południowo-zachodniej części Górnego Śląska, należącej do Czech (Śląsku Czeskim). Polską część Górnego Śląska zamieszkuje znaczna grupa Niemców. Według spisu powszechnego z 2002 roku w województwie śląskim i opolskim tę narodowość zadeklarowało 138,7 tys. osób. W województwie opolskim Niemcy stanowią ponad 10% ludności. Na terenie 27 gmin województwa opolskiego i jednej gminy województwa śląskiego przedstawiciele mniejszości niemieckiej stanowią ponad 20% mieszkańców gminy. Ponadto w 2002 r. w Polsce 173,2 tys. osób zadeklarowało narodowość śląską, natomiast w spisie powszechnym na terenie Czech w 2001 r. narodowość śląską zadeklarowało 10,9 tys. osób.

## Mowa
Ludność Śląska w zależności od zamieszkania głównie porozumiewa się językami: czeskim, niemieckim, polskim, a także dialektem śląskim języka niemieckiego, dialektami laskimi, zespołem dialektów śląskich języka polskiego (uznawanych przez niektóre środowiska za osobny język). Językiem czeskim i dialektami laskimi ludność porozumiewa się przede wszystkim na Śląsku Czeskim, językiem polskim głównie w polskiej części Śląska, śląskim głównie na Górnym Śląsku a językiem niemieckim w niemieckiej części Śląska i na Górnym Śląsku.
Obecnie 16 z kilkudziesięciu gmin województwa śląskiego i opolskiego, których dotyczy Ustawa z dnia 6 stycznia 2005 roku o mniejszościach narodowych i etnicznych, oraz o języku regionalnym ma wprowadzony urzędowo język niemiecki. Dodatkowo niektóre gminy lub miejscowości wprowadzają niemieckie nazwy (9 wsi i 2 osady w województwie opolskim) lub dwujęzyczne, niemiecko-polskie tablice informacyjne (np. w Łubowicach w województwie śląskim). Na Górnym Śląsku działa 368 publicznych placówek oświatowych: przedszkoli, szkół podstawowych, gimnazjów i liceów, w których nauczany jest język niemiecki jako ojczysty. Ponadto w Radiu Katowice i Radiu Opole nadawane są niemiecko-polskie audycje radiowe i wydawana jest niemieckojęzyczna prasa np. „Schlesisches Wochenblatt” („Tygodnik Śląski”, „Gazeta Niemców w Polsce”).

## Architektura

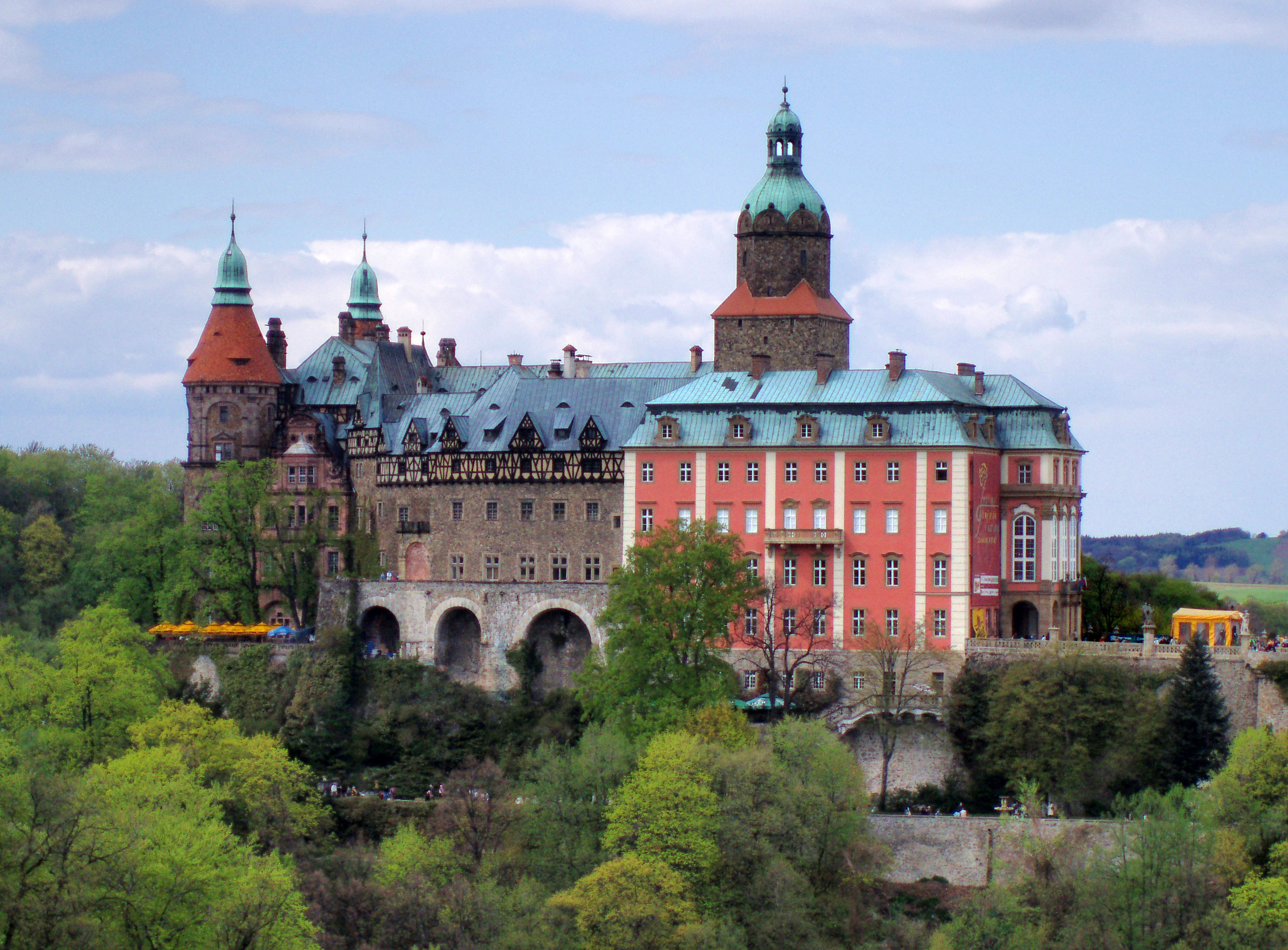
Zamek Książ

Pierwsza budowla murowana na Śląsku, to najprawdopodobniej świątynia zbudowana w miejscu katedry we Wrocławiu, a następnie kościół św. Mikołaja w Cieszynie z połowy XI wieku. Wcześniej jednak powstawały na Śląsku grody obronne z wykorzystaniem elementów kamiennych. Duże zmiany w krajobrazie architektonicznym pojawiły się w XII wieku na Dolnym Śląsku, wraz z murowanym budownictwem epoki romanizmu. Pierwsze ceglane budowle datowane są na czasy Bolesława Wysokiego. W tym czasie na ziemiach śląskich pojawiło się wiele zamków i rezydencji wraz ze wzorcami architektonicznymi pochodzącymi z Francji, Niemiec, czy Włoch. Od czasów renesansu Śląsk charakteryzowała bogata architektura sakralna, zachowana do dzisiaj przeważnie w kształcie i stylistyce drewnianych kościołów. Na liście światowego dziedzictwa UNESCO znajduje się Kościół Pokoju w Świdnicy, zbudowany w połowie XVII wieku. Najstarszymi zachowanymi do naszych czasów kościołów drewnianych są średniowieczne kościoły Wszystkich Świętych w Łaziskach i Sierotach na Górnym Śląsku. Wieża Woka w Prudniku jest najstarszą prywatną budowlą obronną na terenie obecnej Polski. 

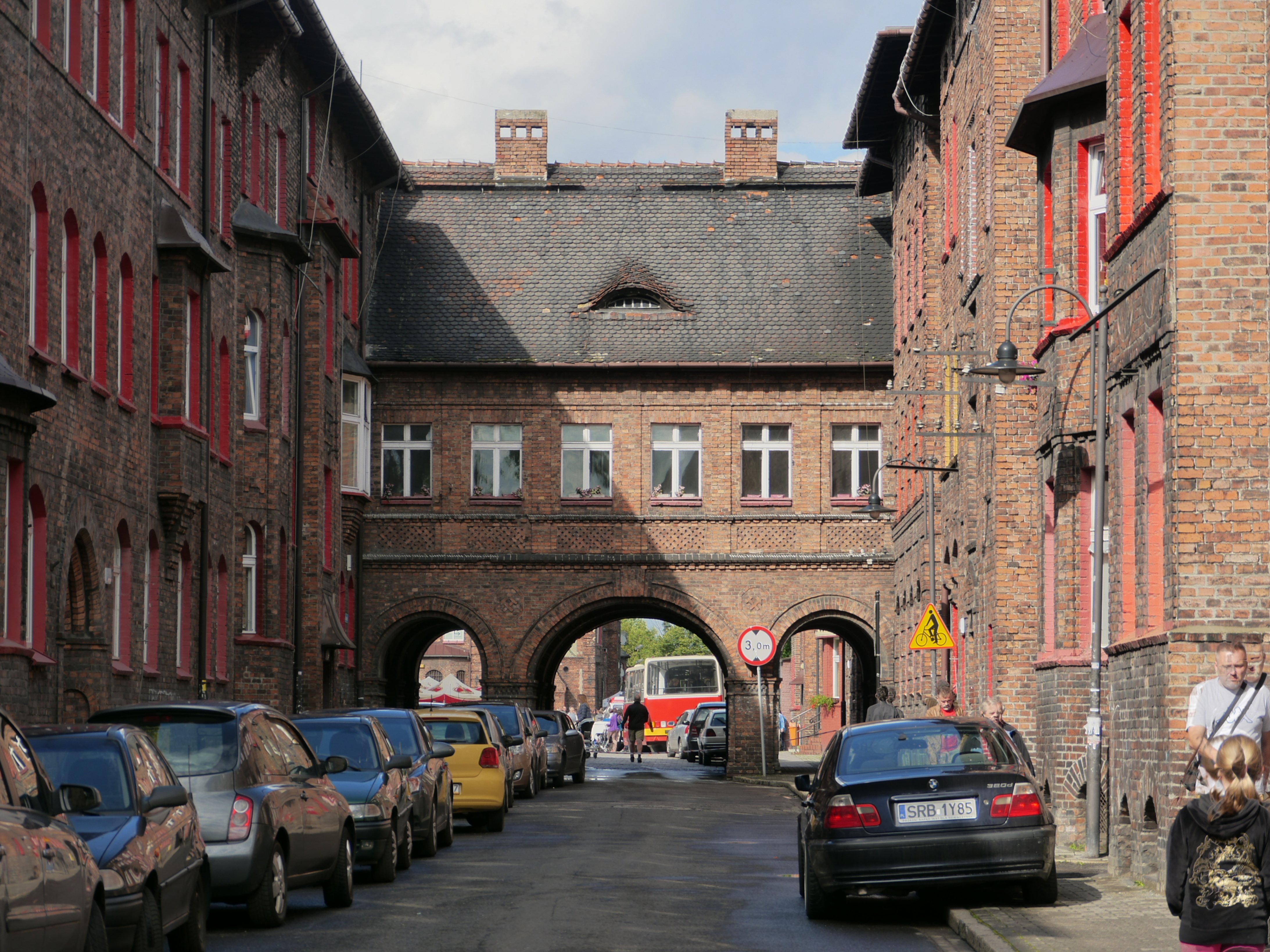
Familoki w Nikiszowcu

Wielokrotnie przez Śląsk przenikały na ziemie polskie różne style architektoniczne, przykładem może być architektura klasycystyczna, której najstarszym przedstawicielem na ziemiach polskich jest Pałac Dietrichsteinów w Wodzisławiu Śląskim.
Największe zmiany architektoniczne na Górnym Śląsku pojawiły się wraz z nastaniem epoki przemysłowej w XIX wieku, a następnie w latach PRL, gdy nastąpił gwałtowny rozwój miast na tym terenie. Poza budownictwem przemysłowym oraz osiedlami robotniczymi takimi jak np. Kolonia Emma w Radlinie w XIX wieku i na początku XX budowane były także okazałe rezydencje właścicieli tutejszych majątków Henckel von Donnersmarcków czy książąt z innych rodów.
W XX wieku w miastach Śląska powstało wiele budynków modernistycznych i ekspresjonistycznych, szczególnie we Wrocławiu (np. Hala Stulecia, WUWA, czy Dom Handlowy Petersdorf).

## Gospodarka

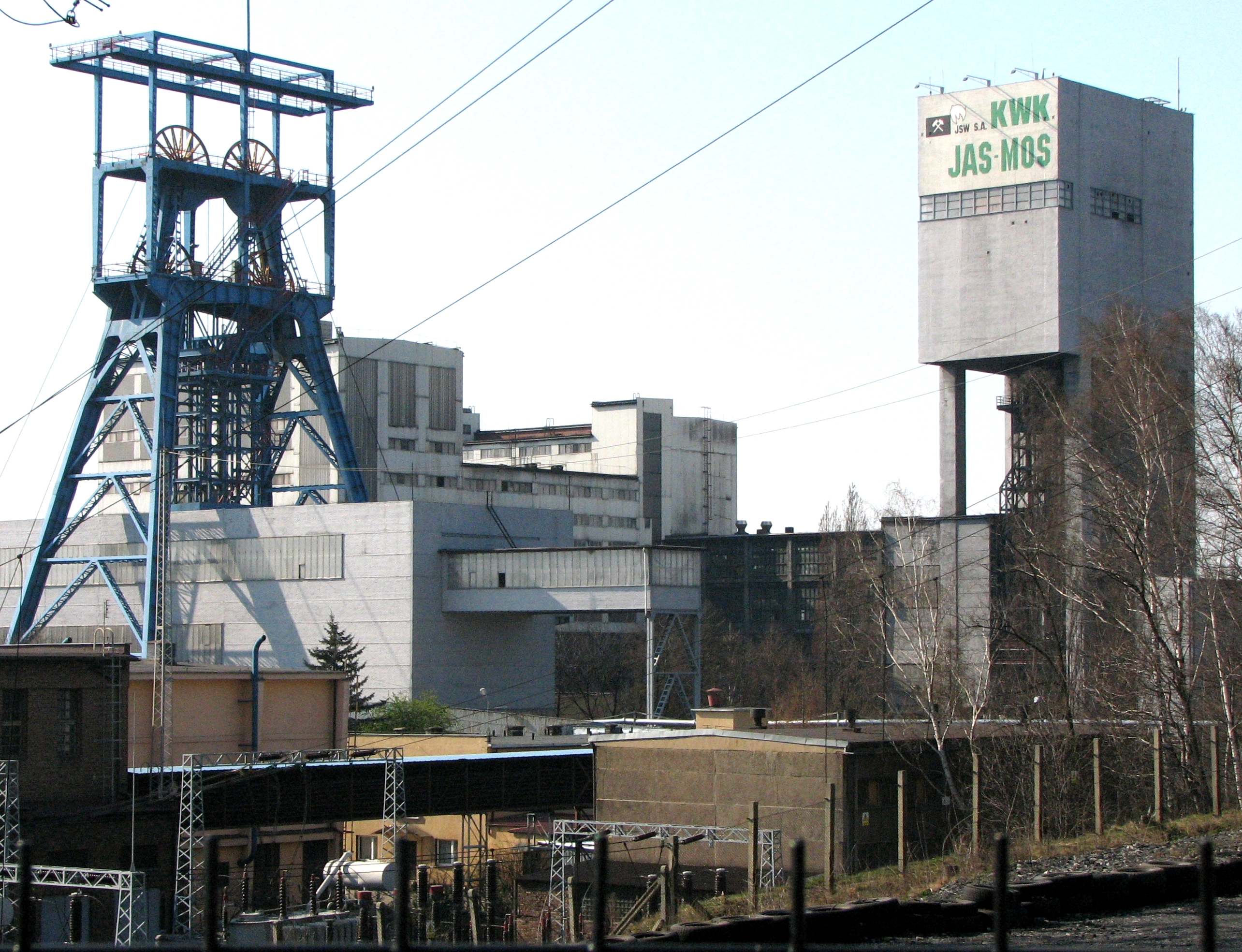
Kopalnia Węgla Kamiennego Jas-Mos

### Górnictwo
Największe kopalnie miedzi znajdują się w Legnicko-Głogowskim Okręgu Miedziowym (LGOM).
Do najstarszych ośrodków wydobycia węgla kamiennego należały Zagłębie Noworudzkie i Wałbrzyskie.
Najstarsza czynna kopalnia węgla kamiennego w Europie – KWK Murcki w Górnośląskim Okręgu Przemysłowym (GOP).

### Energetyka
W Rybniku znajduje się Elektrownia Rybnik S.A. (grupa PGE) o mocy 1775 MW (7% mocy zainstalowanej w Polsce), w Opolu PGE Elektrownia Opole S.A. o mocy 1492 MW, w Łaziskach Górnych Elektrownia Łaziska o mocy 1155 MW (4,2% mocy w Polsce).
Przy hutach miedzi w Legnicy i Głogowie oraz przy niektórych kopalniach węgla kamiennego (m.in. przy KWK Jankowice, KWK Chwałowice, KWK Halemba) działają elektrociepłownie.

### Przemysł hutniczy
Huty miedzi znajdują się w Legnicy, w Głogowie oraz w Orsku.
W Szklarach na Dolnym Śląsku do 2. połowy lat 80. działała poniemiecka huta niklu. Kopalnię serpentynitów – skał zawierających nikiel, częściowo odkrywkową, częściowo głębinową (liczne sztolnie) zamknięto znacznie wcześniej. Stara huta bardzo silnie zatruwała środowisko. Trujące związki wydobywały się m.in. z komina hutniczego pozbawionego jakichkolwiek urządzeń oczyszczających. Ponadto emitowano duże ilości azbestu stanowiącego naturalny składnik serpentynitów. Huta została zamknięta z powodu przestarzałej technologii, nieopłacalności modernizacji oraz bardzo negatywnego wpływu na środowisko.

### Przemysł motoryzacyjny
Na Śląsku jest silnie rozwinięty jest przemysł motoryzacyjny. Znajdują się tu trzy fabryki samochodów: Fiat Auto Poland w Tychach i Bielsku-Białej oraz General Motors Manufacturing Poland w Gliwicach.
Znajdują się tu również fabryki pojazdów i sprzętu wojskowego: Bumar Łabędy oraz Wojskowe Zakłady Mechaniczne. Istnieją tu także trzy fabryki produkujące tabor kolejowy: Alstom Konstal, Protram oraz Newag Gliwice. W Ośrodku Badawczo-Rozwojowym w Bielsku-Białej produkowane były szybowce (m.in. SZD–48–3 Jantar Std 3, SZD 30 Pirat, SZD 51–1 Junior, SZD–50–3 Puchacz).

## Transport

### Transport drogowy

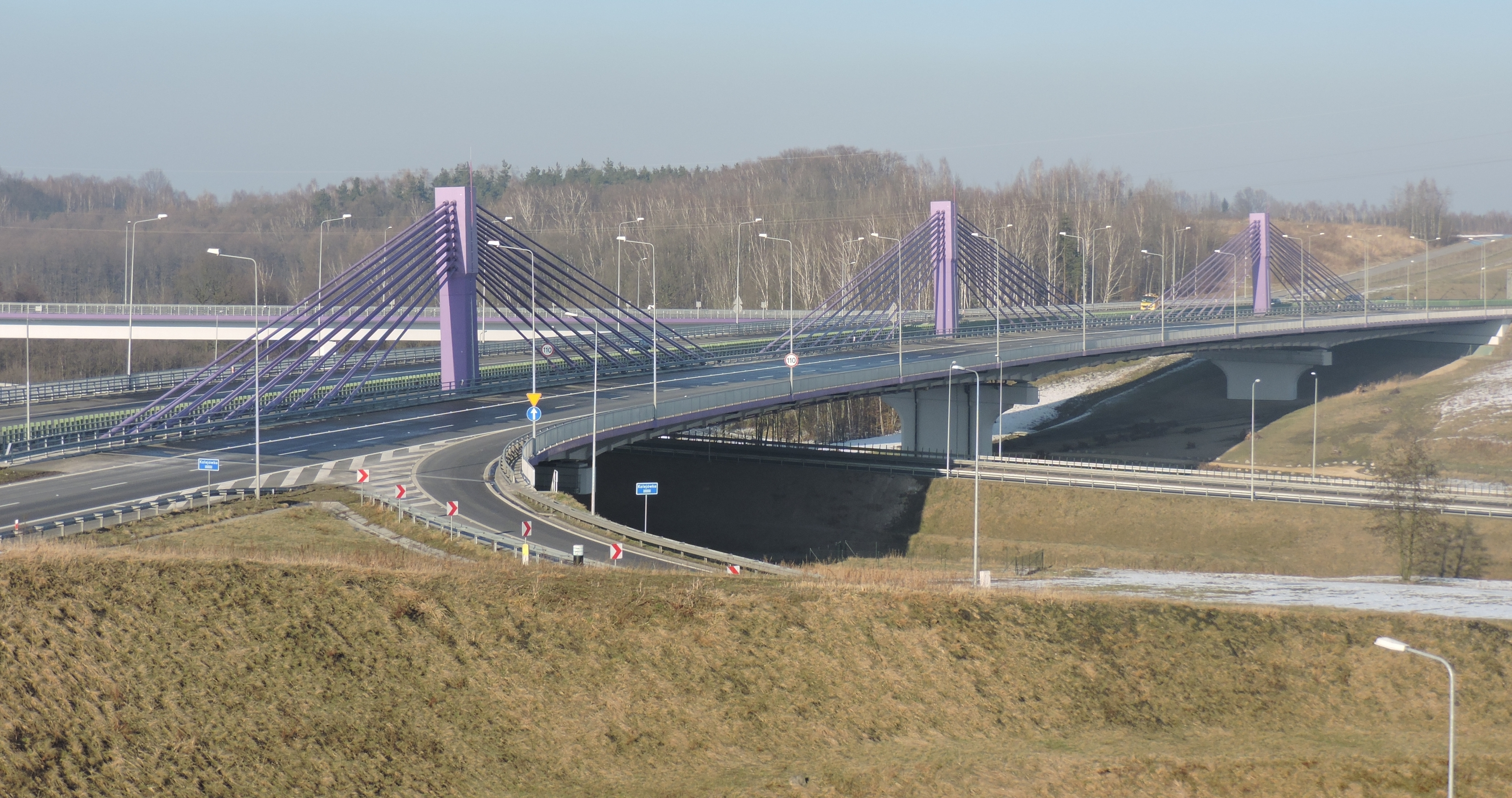
Autostrada A1 – Most autostradowy w Mszanie

Przez obszar Śląska przebiega szereg ważnych dróg i autostrad. Ważnym traktem są autostrady A1 i D1. Na terenie Śląska autostrada A1 (łącząca Gdańsk, Toruń, Łódź i Częstochowę ze Śląskiem) została ukończona. Na granicy państwowej w pobliżu polskiego Wodzisławia Śląskiego i czeskiego Bogumina łączy się z jej czeską kontynuatorką autostradą D1, biegnącą dalej w kierunku Moraw i Pragi. Niemniej ważnym szlakiem jest autostrada A4 łącząca Śląsk z Łużycami Górnymi i Małopolską. Trasa ta łączy również Górny i Dolny Śląsk, stanowi też ważną arterię komunikacyjną w Górnośląskim Okręgu Przemysłowym, oraz ważny szlak pomiędzy Niemcami a Ukrainą. Ponadto na terenie Śląska znajdują się fragmenty autostrad A8 i A18. Przez Śląsk przebiegają lub będą przebiegać również drogi ekspresowe S1, S3, S5, S8, i S11.

### Transport kolejowy
Pierwszą linią kolejową na Śląsku była Kolej Górnośląska (niem. Oberschlesische Eisenbahn) planowana od 1836 i uruchomiona w 1842 roku, początkowo na odcinku Wrocław – Oława, następnie stopniowo wydłużana do Opola i Górnośląskiego Okręgu Przemysłowego. W 1844 roku Towarzystwo Kolei Dolnośląsko-Marchijskiej uruchomiło Kolej Dolnośląsko-Marchijską, łączącą Śląsk z Berlinem. W latach 1865–1872 oddano do użytku Kolej Prawego Brzegu Odry (niem. Recht-Oder-Ufer-Eisenbahn) łączącą Dolny Śląsk z Górnym Śląskiem. W kolejnych latach oddawano na Śląsku coraz to nowe połączenia kolejowe, głównie regionalne np. Kolej Wrocławsko-Świebodzicką, Kolej Sobócko-Świdnicką, Kolej Wrocławsko-Trzebnicką czy Kolej Wrocławsko-Jelczańską. W latach 1928–1933 powstała Magistrala węglowa łącząca województwo śląskie z portami nadbałtyckimi w Trójmieście.
Na Śląsku zbudowano również dwie sieci kolei wąskotorowych. W 1853 roku powstały Górnośląskie Koleje Wąskotorowe, natomiast w 1899 roku Wąskotorowa Kolej Wrocławsko-Trzebnicko-Prusicka (niem: Breslau–Trebnitz–Prausnitzer Kleinbahn). Kolej wąskotorowa w połowie XIX i w początkach XX wieku były kluczowym elementem lokalnego systemu transportowego, w szczególności w Górnośląskim Zagłębiu Węglowym. Dziś Wąskotorowa Kolej Wrocławsko-Trzebnicko-Prusicka nie istnieje, natomiast Górnośląskie Koleje Wąskotorowe obsługują tylko kilka odcinków w Górnośląskim Zagłębiu Węglowym. Górnośląskie Koleje Wąskotorowe to najstarsza nieprzerwanie funkcjonująca kolej wąskotorowa na świecie. Drugą była, obsługiwana przez kilka różnych przedsiębiorstw, sieć kolei wąskotorowych w Zagłębiu Ostrawsko-Karwińskim (o cechach systemu tramwajowego) obejmująca 63 km torów o rozstawie 760 mm łączących miejscowości w rejonie Ostrawy, Karwiny i Bogumina. Pierwszy odcinek powstał w 1902 r., ostatni bezpowrotnie zlikwidowano w 1973 r. W Wojewódzkim Parku Kultury i Wypoczynku istnieje także parkowa kolejka wąskotorowa. Służy ona tylko do przewozów pasażerskich. Została uruchomiona w 1957 roku i działa do dziś.

### Transport lotniczy

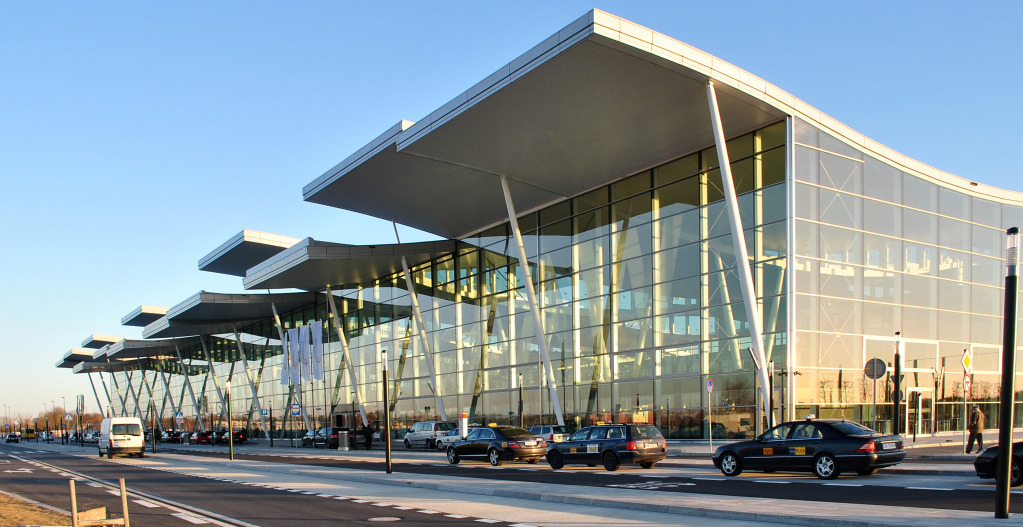
Port lotniczy Wrocław-Strachowice

Pierwszym lotniskiem wybudowanym na Śląsku było Lotnisko Wrocław-Gądów, zbudowane w 1910 roku, początkowo jako lotnisko wojskowe, a od 1920 roku, po ratyfikacji traktatu wersalskiego pełniło funkcje cywilne. Znajdowało się tu lądowisko oraz hangar dla sterowców. Od 1922 roku funkcjonowała też na jego terenie filia zakładów lotniczych Junkers. Lotnisko działało do 1975 roku. Późniejsze jest Gliwice-Trynek, zbudowane w 1916 roku. Regularne loty z tego lotniska rozpoczęły się w maju 1925. 5 lipca 1931 w drodze z Drezna na lotnisku tym wylądował sterowiec Graf Zeppelin, który po półgodzinnym pobycie odleciał do Friedrichshafen. Z inicjatywy Ligi Obrony Przeciwpowietrznej i Przeciwgazowej oraz Śląskiego Towarzystwa Lotniczego w latach 1926–1928 powstało lotnisko Katowice-Muchowiec, natomiast w 1927 roku powstało Rybnik-Gotartowice. W 1938 roku powstało, funkcjonujące do dziś lotnisko Wrocław-Strachowice.
Obecnie mieszkańcy Śląska są obsługiwani głównie przez trzy międzynarodowe porty lotnicze: Katowice-Pyrzowice (leżący tuż przy wschodniej granicy Śląska jednak już na terenie Zagłębia Dąbrowskiego), Ostrawa-Mosznów (już na terenie Moraw), Wrocław-Strachowice oraz jeden krajowy port lotniczy Zielona Góra-Babimost. Znajduje się tu także wiele małych lotnisk należących do aeroklubów.

### Komunikacja miejska
Pierwszy tramwaj konny został uruchomiony 10 lipca 1877 roku we Wrocławiu, natomiast w 1893 roku spółka Elektrische Straßenbahn Breslau AG uruchomiła tam linię elektryczną. Jest to pierwsza linia tramwaju elektrycznego na terenie obecnej Polski. Pierwsza linia tramwajowa o trakcji parowej została uruchomiona 27 maja 1894 w Górnośląskim Okręgu Przemysłowym przez berlińską spółkę Oberschlesische Dampfstraßenbahn. 10 kwietnia 1897 uruchomiono tramwaje gazowe w Jeleniej Górze. Tramwaje kursowały w wielu miastach Śląska, m.in.: w Legnicy (1898–1968), w Bielsku-Białej (1895–1971), w Wałbrzychu (1898–1963), w Boguminie (1902–1973), w Opawie (1905–1956), w Cieszynie (1911–1921). Obecnie działają tylko sieci tramwajowe we Wrocławiu, w Ostrawie, w Görlitz oraz w Górnośląskim Okręgu Przemysłowym.
Pierwszą linię trolejbusową na terenie Śląska uruchomiło 20 marca 1912 roku Gleislose Bahn Brockau GmbH we Wrocławiu. Z powodu trudności technicznych została zlikwidowana rok później. Trolejbusy działały również w latach 1943–1945 i 1949–1957 w Legnicy oraz w latach 1943–1973 w Wałbrzychu. Obecnie linie trolejbusowe działają w trzech miastach: w Ostrawie, w Opawie oraz w Tychach.

## Sport

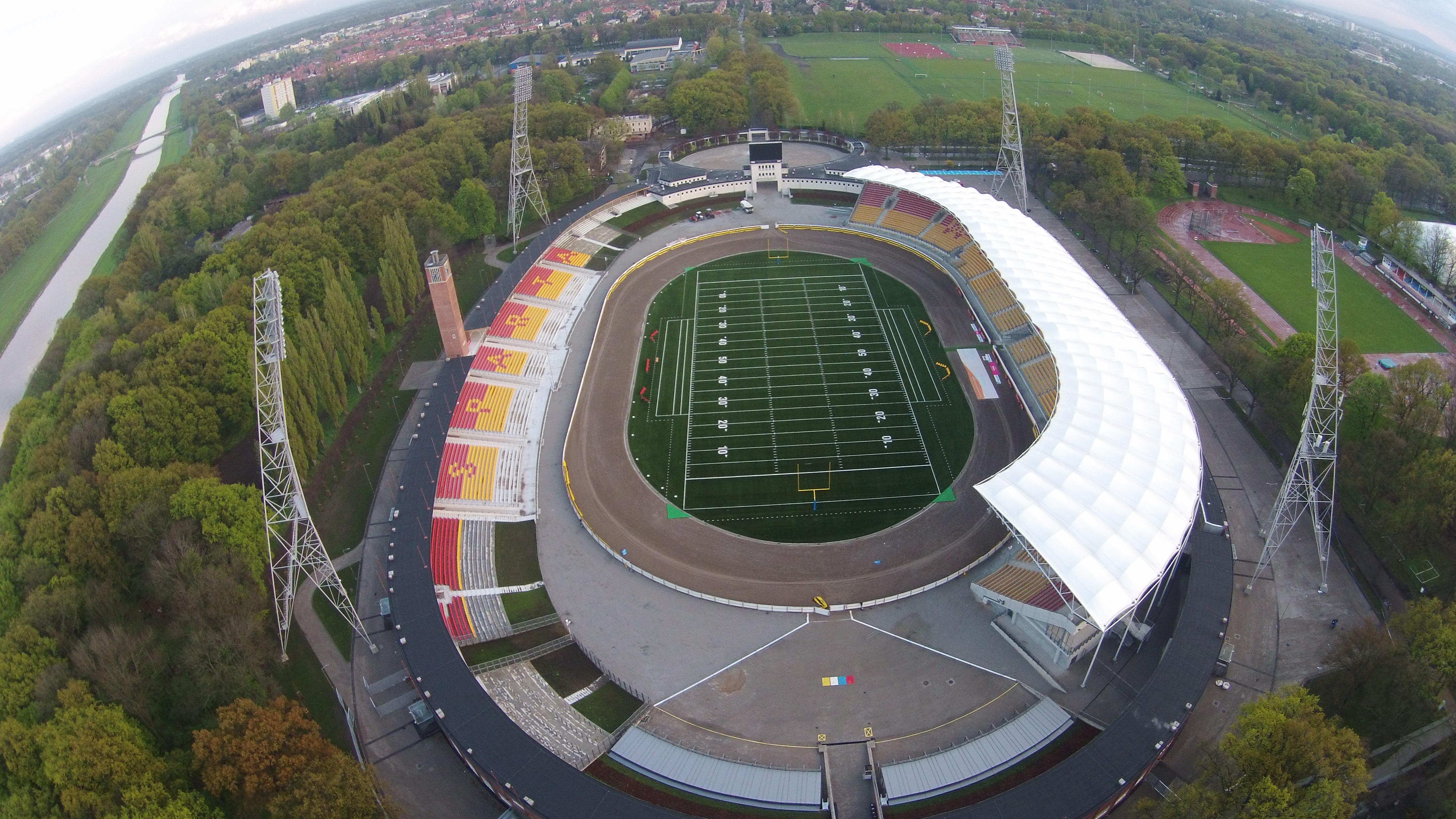
Stadion Olimpijski we Wrocławiu

Ze Śląska pochodzi wielu wybitnych sportowców – medalistów olimpijskich lub mistrzów świata np. Leszek Blanik, Adam Małysz, Tomasz Sikora, Waldemar Legień, Jan Kowalczyk, Joachim Halupczok, Rafał Kubacki, Ryszard Wolny, Wojciech Bartnik, Arkadiusz Milik, Piotr Żyła czy Otylia Jędrzejczak.